# بني ملال
بني ملال،  هي مدينة مغربية وقبيلة عربية وجماعة ذات طابع حضري وعاصمة إقليم بني ملال في جهة بني ملال خنيفرة، تقع في قدم جبال الأطلس المتوسط الغربي، وتنفتح على سهل تادلة. حسب إحصاء سنة 2014، سجل عدد السكّان في الإحصاء الرسمي بتاريخ 1 سبتمبر 2024 على 209,594 نسمة،  تشتهر المدينة بمنتزه عين أسردون.

## تاريخ
لمدينة بني ملال تاريخ عريق في مجال المعارك الحربية، أثبتته الكهوف القديمة والأسوار الحديثة، هذه الكهوف كانت ملاذا للسكان في القدم، بينما القصبات المحمية بالأسوار كانت مكاناً للحماية من العدو خلال مرحلة الإستعمار الفرنسي الذي بذل جهداً كبيراً في اكتشاف كهوف المدينة. لمدينة بني ملال جذور في فترة ما قبل التاريخ، وهو ما تثبته الكهوف والمغارات الموجودة في المدينة التي تدل على تواجد استقرار بشري خلال مرحلة ما قبل التاريخ بالمنطقة. الباحثون في مجال التاريخ لا زالوا قيد دراسة تاريخ الإنسان وآثاره في منطقة دير بني ملال والكهوف المتواجدة بها. [بحاجة لمصدر]
تاريخ مدينة بني ملال يرتبط بتاريخ قصبة تادلة حتى مطلع القرن 19، حيث بنى المرابطون حصن داي بعدما حاصروا المدينة لمدة 10 سنوات لتتحول بعد ذلك إلى زاوية ذات صومعة من المعمار المرابطي، وترك السعديين الزاوية الزيدانية التي عمرت من طرف السلطان زيدان بن أحمد المنصور، وفي عهد العلويين قام المولى إسماعيل ببناء قصبة تادلة والقصبة الكوشية سنة 1688 ثم توسعت القصبة الكوشية إلى قصبة بني ملال خلال القرن 20، ثم إنفصلت بني ملال عن قبائل تادلة في مطلع القرن 19 حتى خضعت للاستعمار الفرنسي سنة 1916.  إبتداء من القرن 19، بدأ العديد من السكان يستقرون بضواحي بني ملال وتزايد السكان بالقصبة القديمة، وإلى جوار القصبة نشأت تجمعات بشرية أخرى منها قصر ولد بلخير وقصر بن حمو وقصر الأبيض وقصر بوجوج بيبان وقصر الفقراء وغيرها من القصور التي إختار سكانها الملاليون الإستقرار فيها بجانب القصبة الكوشية (القصبة الكبيرة) وتجمعوا في قصور تحيط بها أسوار، كانت تفتح صباحا وتغلق ليلا بواسطة الأبواب.[بحاجة لمصدر]
مع نهاية القرن 19 ومطلع القرن 20، توسعت المدينة مع تزايد الأحياء التي حملت هي الأخرى أسماء كبار الأعيان من المستقرين فيها من قبيلة بني ملال وخاصة أولاد سعيد وأولاد حمدان ومغيلة، وفي نفس الفترة برزت زنقة آيت فارحة وآيت تسليت وزنقة القايد  صالح وزنقة آيت بليزيد وزنقة القايد العسري وزنقة الباشا وزنقة بن عدي وغيرها من الأحياء الجديدة الأخرى التي أضيفت إلى المدينة بعد الاحتلال. في سنة 1916، شهدت المدينة إختلالات عميقة بعد دخول الإستعمار الفرنسي، بحيث تم تدمير أسوار المدينة، وإنشاء مقر مراقبة هو الآن مقر الولاية، وفرض منطق الدولة الحديثة. وقد شكلت الهجرة القروية منعطفا هاما لتوسع المدينة بعد التدخل الاستعماري حيث عرفت الرقعة الحضرية نموا ملحوظا بفضل إدخال بنيات الاقتصاد العصري، وإنشاء تجهيزات متعددة خاصة المتعلقة بنظام السقي الحديث. قد شهدت مدينة بني ملال معارك طاحنة للإستيلاء على المدينة أشهرها معركة مرامان سنة 1914، ومعركة الشاوش أوخلا العطاوي سنة 1947. في سنة 1976 إرتقت بني ملال إلى بلدية، وفي سنة 1978 تم إنجاز تصميم مديري للتهيئة الحضرية من طرف مكتب دراسات ألماني، بشراكة مع الأطر المغربية لمديرية التعمير وإعداد التراب الوطني، ومن بين نتائج هذا التصميم:[بحاجة لمصدر]
- تشجيع البناء على طول محاور النقل الرئيسية
- منع البناء في القسم الشمالي من المدينة لحماية الأراضي الفلاحية، وأشجار الزيتون، والمجالات الخضراء
- مشاريع البنيات التحتية (الطرق، الماء الصالح للشرب، الكهرباء، شبكة التطهير)
- مشاريع البنيات الفوقية (مدارس، مصحات، مؤسسات تعليمية)
- إنشاء محطة لتصفية المياه العادمة
- تدبير قطاع النفايات الصلبة [بحاجة لمصدر]

## التسمية
يعود اسم مدينة بني ملال نسبة إلى قبيلة بني ملال العربية الذين ينتسبون أصلا الى محمد الملال من بني جابر المتفرعين عن بني جشم المنحدرين بدورهم من بني هلال.  جاء في موسوعة معلمة المغرب : “والقبيلة المذكورة فرع من بني جابر المنتسبين إلى بني جشم أحد البطون الكبرى لعرب بني هلال الوافدين إلى المغرب وهي بذلك قبيلة عربية الأصل تتصل في النسب مع قبائل بني موسى وبني عمير وبني معدان وبني مسكين“.
وحسب الدراسات الجينية عن سكان المنطقة فقد أكدت هذا الأصل العربي الجابري لبني ملال ؛ إذ جاء في نتائج دراسة جينية محكمة تحت عنوان «دراسة تعدد أشكال فصائل الدم (ABO و Rhesus Duffy) لدى السكان الناطقين بالعربية في هضبة بني ملال»: "تتيح لنا نتائج هذا التحليل أن نستنتج أن السكان الناطقين بالعربية في بني ملال يمثلون أقل المسافات الجينية من سكان الشرق الأوسط وخاصة سكان المملكة العربية السعودية واليمن، مما يشير إلى أصلهم المحتمل لهذه المنطقة".

## الجغرافيا
تحد بني ملال شرقاً جماعة فم العنصر، وغرباً جماعة أولاد امبارك، وفي الشمال الشرقي أولاد يعيش وتاكزيرت، وفي الشمال الغربي فم اودي. تتميز مدينة بني ملال والمنطقة المحيطة بها بتضاريسها الجبلية، وبمنحدرات تتراوح ما بين 10 و 50 درجة، وبسهولها الخصبة وبفرشتها المائية الغنية. [بحاجة لمصدر]

### المناخ
تتميز المدينة من حيث المناخ بالتناقض حيث تكون شديدة الحر صيفا وشديدة البرودة شتاءً، إذ تصل الحرارة إلى ما فوق 40 درجة في الصيف وتنخفض لعدة درجات تحت الصفر شتاءً، ويرجع هذا التناقض إلى كون المنطقة ذات مناخ قاري. تكتسي الجبال المحيطة بالمدينة الثلوج البيضاء مما يعطي المدينة مظهرا رائعا وخلابا مدعم للسياحة. وتعتبر نسبة المياه جيدة جدا بالمنطقة وذالك راجع إلى وفرة العيون والمنابع والفرش المائية جد غنية بهذه المدينة.[بحاجة لمصدر]

### الحدود الجغرافية
بني ملال يحدها شرقا جبال الأطلس المتوسط وغراب سهل تادلا. [بحاجة لمصدر]

## الأماكن الترفيهية بالمدينة

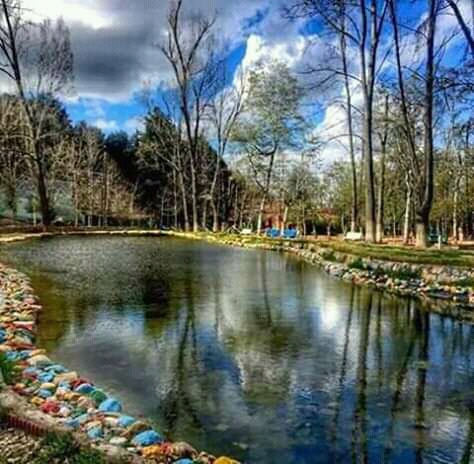
البركة المائية في حديقة العمالة

### الحدائق والمنتزهات
تتوفر مدينة بني ملال على عدة حدائق ومدارات سياحية،  أشهرها المدار السياحي عين أسردون، وحديقة العمالة التي صممت على يد المهندس الإسباني خورخي مانيل سنة 1979م، المتواجدة أمام الولاية التي تمتاز بصفوتها وهدوئها وكراسيها المريحة إضافة إلى حدائق أخرى، حديقة المسيرة / حديقة الصمعة، بالإضافة لباقي المنتزهات والحدائق الأخرى المتوزعة على أرجاء المدينة. [بحاجة لمصدر]

### مسابح المدينة
- المسبح البلدي الذي يقصده عامة الشباب المتواجد بالقرب من ملعب بني ملال لكرة القدم
- مسبح الياسمين الذي يعد أحد أرقى المسابح بالمدينة يتواجد في الطريق المؤدي إلى عين أسردون
- مسبح شيل المتواجد في الطريق المؤدي لمدينة الفقيه بن صالح
- مسبح فيكتوريا المرتبط بفندق الشمس بالقرب من حي رياض السلام الذي يعد مسبح خمس نجوم

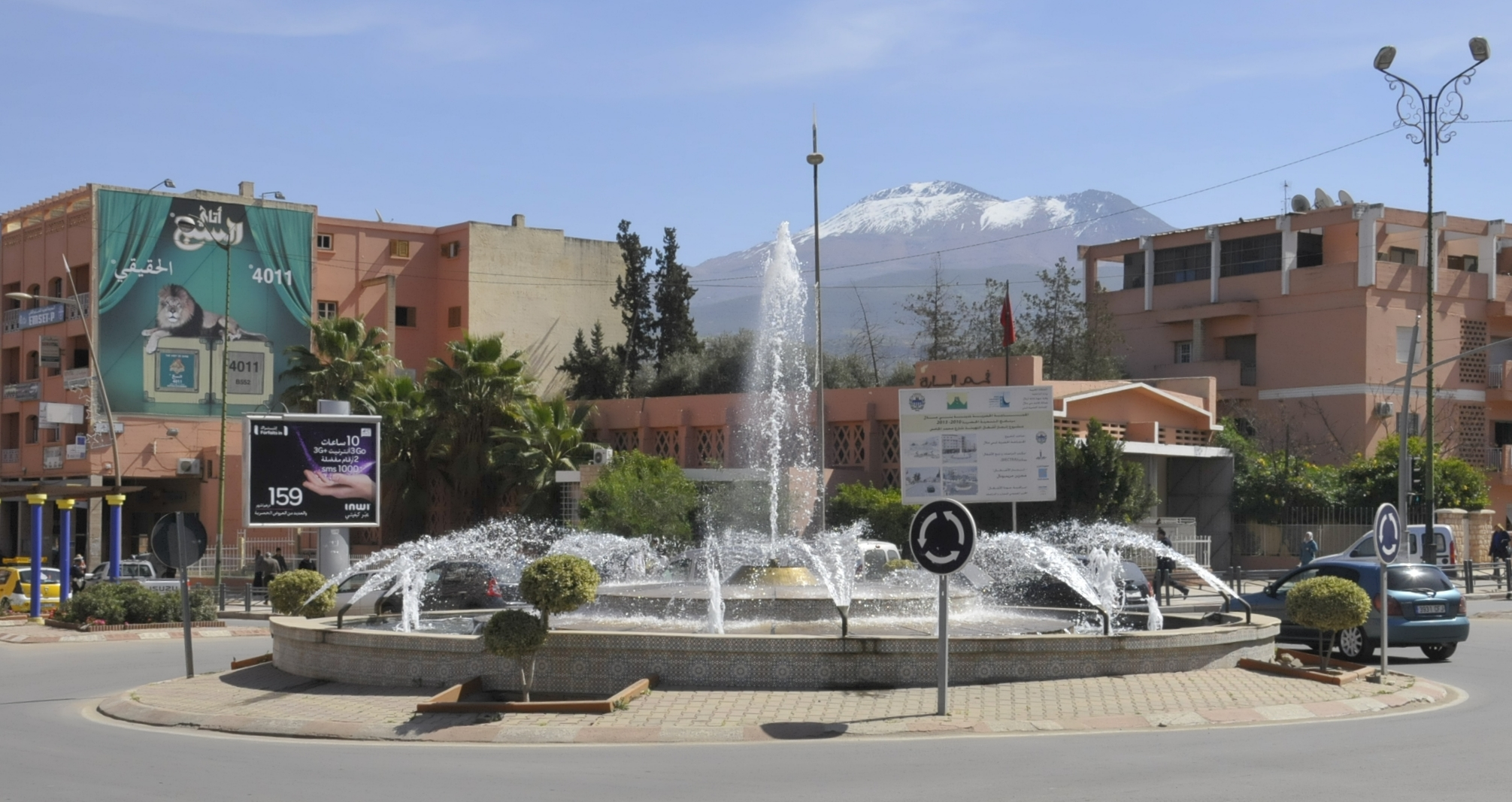
شارع محمد الخامس

- شارع محمد الخامسإضافة إلى المسابح المرتبطة بالفنادق والمركبات السياحية الخاصة [بحاجة لمصدر]

### النادي الملكي للفروسية
النادي الملكي للفروسية هو: عبارة عن نادي لتعلم ركوب الخيل والرماية يتم الاشتراك فيه عن بدفع ثمن رمزي كل شهر لكل راغب في الاشتراك.[بحاجة لمصدر]

### المركبات الترفيهية
يتم الآن في مدينة بني ملال إنشاء بارك ومركب ترفيهي متكامل، يضم حدائق مائية ومسابح، ومسابح للمياه الدافئة. ويرتقب الإنتهاء منه في مطلع 2021م. [بحاجة لمصدر]

## المرافق الثقافية

### المعارض
ينظم معرض بني ملال للصناعة التقليدية مرة كل سنة حيث بلغ دورته 22 سنة 2019، تنظم به دورات وورشات الإحتفال بالموروث الثقافي والفني ويمتد على مدار 10 أيام. [بحاجة لمصدر]

### دار الثقافة
تتوفر مدينة بني ملال على دار الثقافة وهي عبارة عن مكتبة متكاملة مجهزة مفتوحة في وجه العامة مجانا على مدار الأسبوع وطيلة السنة، تضم دار الثقافة مكتبات للصغار وأخرى للكبار، وقاعة الحواسيب، إضافة إلى قاعة العروض التي تستضيف مرة كل أسبوع شباب هواة للرقص أو الغناء والمسرح والألعاب الخفة أو الكوميديا. [بحاجة لمصدر]

### دار الشباب والرياضة
وهو عبارة عن مركب رياضي مفتوح في وجه العامة للممارسة كرة القدم أو كرة السلة / كرة الطاولة / كرة المضرب والغولف [بحاجة لمصدر]

### دار الشباب
عبارة عن مركب ترفيهي مفتوح في وجه أبناء وبنات المدينة لتعلم الرسم والشعر ولتقديم دروس وندوات لفائدة الشباب والشابات حول التربية الصحية السليمة، وورشات لتقديم دروس الدعم والتقويم لكافة التلاميذ والتلميذات. [بحاجة لمصدر]

### معهد الموسيقى
هو معهد يقع بالقرب من المركب التجاري "ديفاكتو" لتعلم العزف والموسيقى. [بحاجة لمصدر]

### قاعة المطالعة داي
هي مكتبة مجانية مفتوحة في وجه الجميع، بغرض المطالعة والبحوث، كما يمكن استعارة الكتب منها. تقع بالقرب من مقر البلدية القديمة شارع التقدم. [بحاجة لمصدر]

## أهم المعالم

### المدينة القديمة

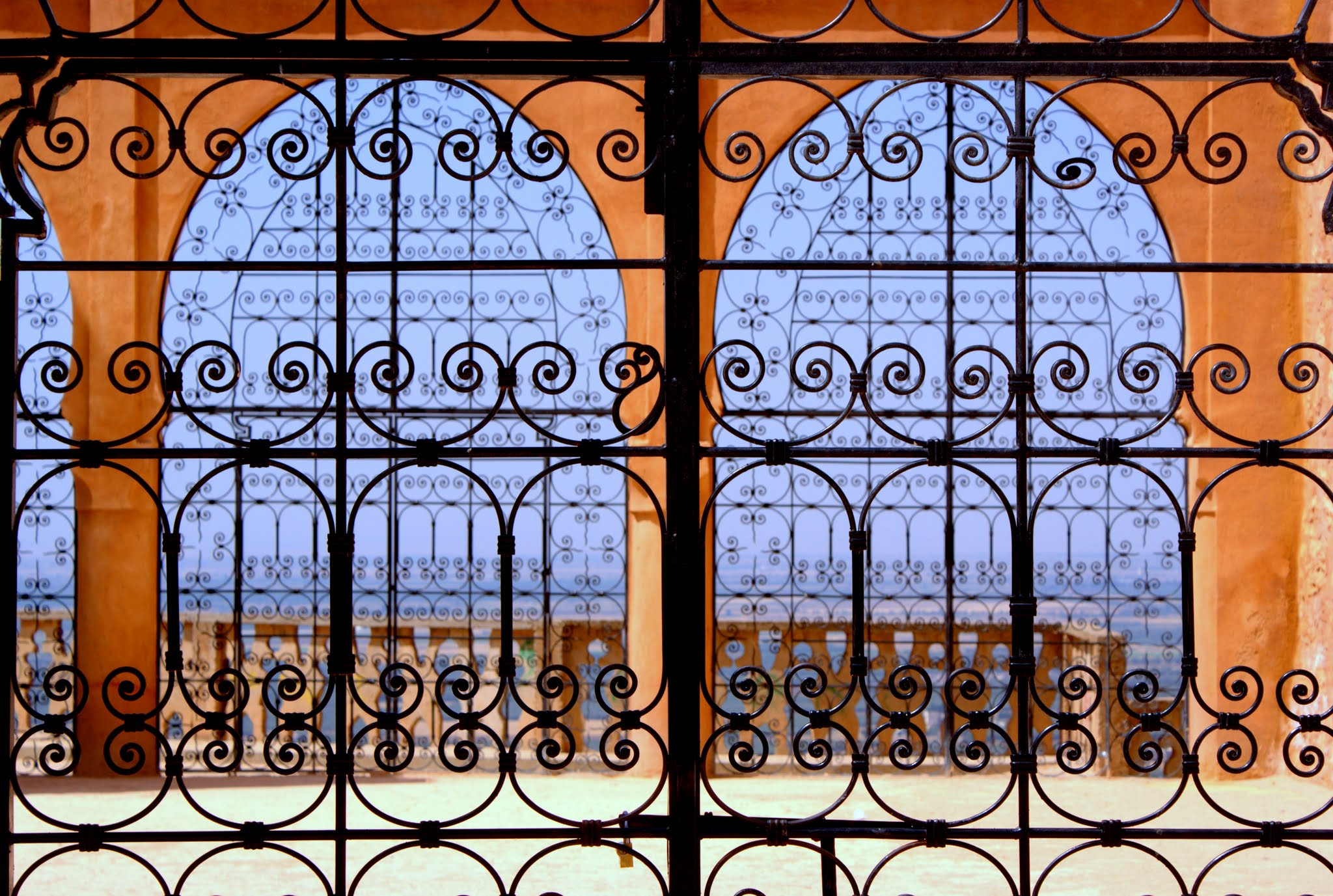
باب القصبة

المدينة القديمة لبني ملال أو قصبة بني ملال أو القصبة في إسمها الأصلي. حيث تعد المدينة القديمة مثالا لمدن القرن السادس عشر بالمغرب وشمال أفريقيا وفققا للأسس الهندسية العسكرية، ونموذجا للهندسة الإسلامية. التي يحيط بها حي شعبي مليء بالمنازل القديمة وهذه القصبة بها 10 أبواب منها الرئيسي (باب فتوح) التي كانت تغلق ليلا. حيث يوجد حي بأحد زوايا المدينة القديمة حي الملاح الذي كان خاصا باليهود المغاربة.[بحاجة لمصدر]

### قصر بني ملال
قصر بني ملال أو قصبة بلكوش هي بناية ضخمة من الجر والقرميد، القصبة لا تبعد إلا بمسافة قصيرة سيرا على الأقدام من المدار السياحي عين أسردون، يمكن من المكان الإستمتاع بالنظر البانورامي للحدائق الأندلسية المنتشرة في أحياء بني ملال وعين أسردون. القصبة بنيت من طرف السلطان العلوي المولى إسماعيل في موقع استراتيجي يمكن من خلاله مراقبة كل ما يجول ويصول بمدينة بني ملال.[بحاجة لمصدر]

## السياحة
بني ملال من المدن المغربية التي تفتخر بجمالها ومؤهلاتها السياحية. فهي مدينة تميزت بطبيعتها الفاتنة وبعيون الماء فيها، وهي المنطقة التي يتجاور فيها الأمازيغي والعربي دون اكتراث بالنقاشات المفتوحة في الصالونات واللقاءات الثقافية والسياسية والبرامج الإذاعية والتلفزيونية وصفحات الصحف، حول الحقوق الثقافية وما إليها من كلام بارد. بني ملال بعربها وأمازيغييها، هي المنطقة التي لخصها الفنان محمد رويشة، فنان الأطلس بعبارة «شلح وعربي حتى يعفو ربي»، أي «عربي، إلى أن يرث الله الأرض ومن عليها».[بحاجة لمصدر]
تمتلك بني ملال إمكانيات سياحية هائلة، ترتبط أساسا بالسياحة الجبلية، وبطبيعة فاتنة تتشكل عبر سهل تادلة الغني بمؤهلاته الطبيعية وخيراته الفلاحية.وإذا كانت منطقة أزيلال تعرف بشلالات «أوزود» الشهيرة، فإن الحديث عن منطقة بني ملال غالبا ما يقرن بعين أسردون ومدارها السياحي، الذي يعتبر من بين المزارات السياحية الرائعة بالمغرب، ويزوره آلاف السياح المولعين بالسياحة الجبلية. وليست عين أسردون وحدها ما يميز منطقة بني ملال، والجهة ككل، فهناك هضبة آيت بوغماز الشهيرة، وعيون أم الربيع وغيرهما، مع الإشارة هنا إلى أن الحديث عن وجهة بني ملال لا يمكن إلا أن يقرن بوجهة أزيلال. ورافق النشاط السياحي بالمنطقة إنجاز بنية تحتية لاستيعاب أعداد السياح المتزايدة، حيث توجد بالمدينة والنواحي، وحدات فندقية في مستوى استقبال السياح الراغبين في خدمة تساير تطلعاتهم وتمنحهم إمكانات مهمة للزيارة والسياحة، نذكر منها فنادق الشمس وتازركونت وأوزود والبساتين والأطلس…إلخ، ثم إن المنطقة معروفة بهدوئها وقدرتها على توفير الأمن والأمان لزوارها. وتشترك أزيلال و بني ملال في جبال الأطلس الشامخة، التي تبرز في خلفية مدينة بني ملال بشكل رائع، فيما قمة تاسميط تغري بالتسلق، أما المدار السياحي لعين أسردون فيتميز بشلالات المياه التي والحدائق الساحرة، فيما القصر المجاور للعين يقف شامخا على المرتفع مثل حارس وفي للخضرة والمدينة والتاريخ. وتمثل عين أسردون فخر بني ملال وأحد عناوينها الكبرى، حيث يستشهد بها أهلها وناسها تقديما وتعريفا بالمدينة والمنطقة.

### عين أسردون

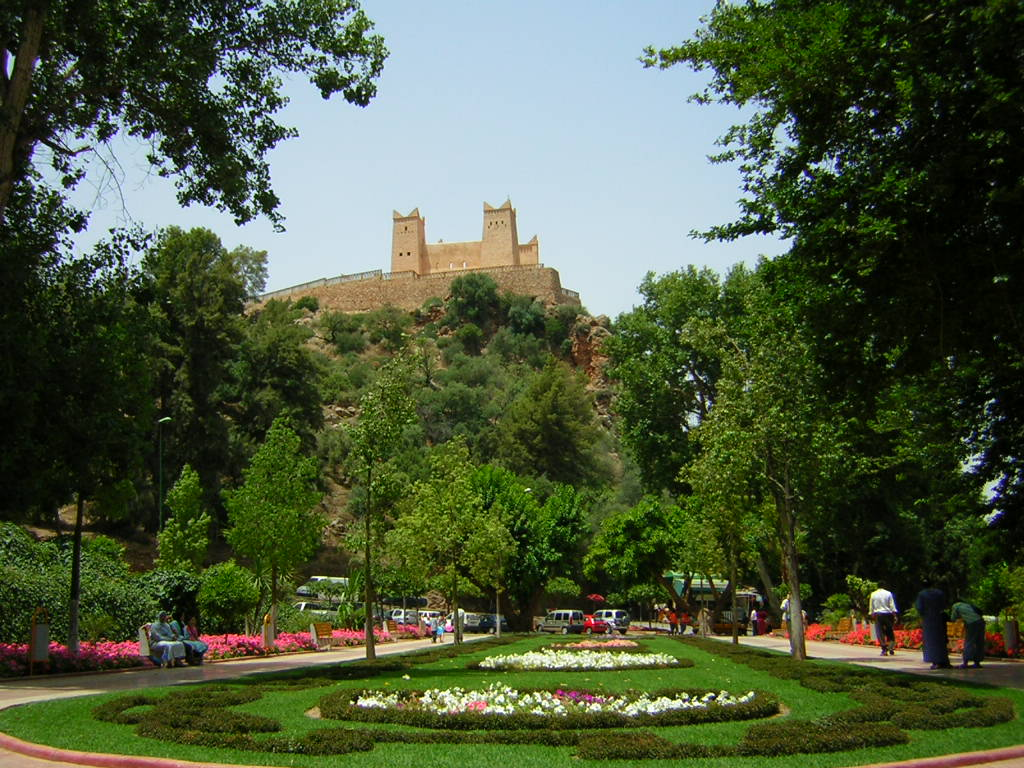
عين أسردون

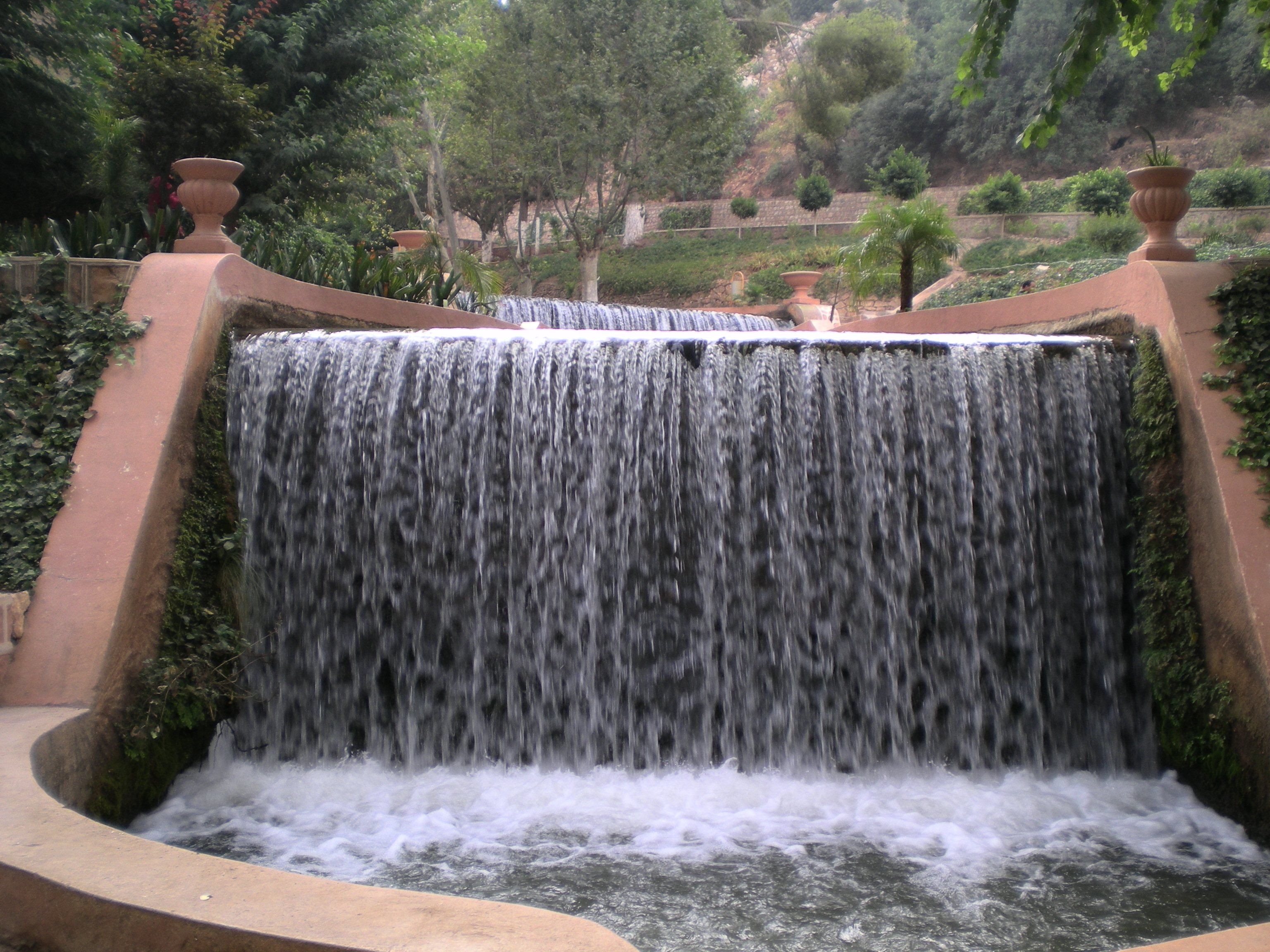
عين أسردون ببني ملال

يتركب «عين أسردون» من كلمتين، عين بالعربية بمعنى منبع وأسردون بالأمازيغية وتعني البغل، و بالتالي يعني الاسم «عين البغل»، وتروي حكاية تاريخية، وهي ليست أسطورة، أن رجلا من قبيلة آيت سخمان عاد من سوق مدينة بني ملال على ظهر بغله ومر بالمكان الذي توجد به عين المياه، ورأى التبن يخرج مع الماء من تلك العين، وخمن أن أكياس التبن التي ضاعت خلال نقلها من البيدر تدحرجت من أعلى إلى حيث ينحدر الماء من الجبل، وربما يكون التبن الذي يأتي من الماء جزءا من تلك الأكياس. ولتأكيد افتراضه أجرى تجربة بنفسه، حيث ألقى التبن في نفس المكان الذي سقطت فيه الأكياس الأولى، وفي اليوم الموالي شاهد التبن يخرج مرة أخرى من نفس العين.
وتضيف الرواية أن الرجل أغلق المنبع في الجبل بالصوف، ونزل في محاولة لابتزاز قبائل كانت تقطن في بني ملال مقابل إطلاق الماء، لكنهم لم يرضخوا للابتزاز بعدما عرفوا المكان الذي يتم من خلاله التحكم في ماء العين، وتعرض الرجل لبطش تلك القبائل، وسميت العين ببغل ذلك الرجل.
تقع شلالات «عين أسردون» في المنطقة السهلية التي تتمدد فيها مدينة بني ملال، حيث تنساب المياه نزولا على شكل شلالات وتشكل منظرا بديعا، خصوصا أن الخضرة تحيط بالمكان، ومع تدفق مياه الشلالات يصبح الطقس منعشا في الصيف، ومعتدلا في الشتاء. ولعل من مفارقات المنطقة أن المياه تنبع من الجبال التي يقطنها في الغالب أمازيغ وتستفيد منه قبائل عربية أو مستعربة لأنهم يسكنون السهول الفلاحية الصالحة للزراعة.
ويؤرخ جمال «عين أسردون» في بعض جوانبه لتمازج العرب والأمازيغ، ويتمثل هذا التمازج الحضاري في هندسة الحدائق التي تمتد من منبع «عين أسردون» وتحيط به، وتشكل نسخا لحدائق غرناطة وباقي المدن التي كانت مزدهرة في الأندلس. وما زال هذا المنبع الساحر يحافظ على التصميم الهندسي لتلك الحدائق التاريخية وإن تغيرت ألوان الزهور واختلف الزوار.
زوار منبع «عين أسردون» ليسوا فقط من سكان بني ملال، بل هم من داخل وخارج المغرب، حيث يزور سياح أوروبيون المغرب فقط من أجل مشاهدة «عين أسردون» شلالات المياه، ومنظر تدفق مائها، والحدائق البديعة التي تحيط بها. وهؤلاء لا يكترثون لقصة «عين أسردون»، بل منهم من لا يعرف شيئا عن مدينة بني ملال، إذ باتت «عين أسردون» وشلالات المياه والحدائق المخضرة ضيفا وشتاء أشهر من المدينة نفسها.
وتجتذب الشلالات والحدائق مئات العشاق الذين يجدون تحت أشجارها وظلالها، خصوصا في فصل الصيف، «ملاذا آمنا» يضفي عليه خرير المياه المتدفق بقوة روعة وجمالا. ويمنع هدير الماء، وهو هدير مرتفع الصوت كثيرا، على الجالسين بالقرب من الجدول أن يسمعوا حديث العاشقين وهمساتهم، وبالتالي لا حاجة للغة الهمس بالقرب من الجدول المتدفق في «عين أسردون».
وهناك أسباب أخرى تجعل من «عين أسردون» قبلة سياحية، ذلك أن مدينة بني ملال تقع وسط المغرب، بعيدا عن البحر، وهذا الموقع الجغرافي يجعلها إحدى المناطق التي ينطبق عليها القول الشهير «الماء والخضرة والوجه الحسن» وبالتالي يأتي إليها زوار شتى، ليس فقط في فصل الصيف، بل في جميع فصول السنة. وفي كل وقت يأتي كثيرون إلى «عين أسردون».[بحاجة لمصدر]

عشاق الطبيعة في فصل الخريف يجذبهم منظر الأشجار التي تُغير رداءها الأخضر لترتدي اللونين الأصفر والأحمر، حيث تبدو «عين أسردون» من فوق الجبل وانطلاقا من المنبع نزولا مع مجرى الماء كسرداب أصفر وأحمر وسط مجال أخضر تشكله أشجار الزيتون التي تحافظ بنسبة كبيرة على اخضرار أوراقها طول السنة. معظم الأشجار في حدائق «عين أسردون» تتكون من الصنوبر والصفصاف وأشجار آسيوية يقال إنها جلبت من مشاتل خاصة وغرست في ثمانينات القرن الماضي. وثمة منظر عجيب، ذلك الذي تشكله أوراق الأشجار في الخريف عندما تصفر أو تحمر وتتساقط على الأرض، والتي لم تحن ساعة سقوطها تبقى عالقة لترسم لوحة صفراء تمتد من زرقة السماء نزولا إلى أديم الأرض. تزين تلك اللوحة الخريفية الأوراق التي تقع في الماء فيجرفها التيار، وخطوات عشاق يجلسون على حافة الجداول تجر بخفة بعض الأوراق التي تطفو فوق المياه. في فصل الشتاء يتغير المنظر الطبيعي باختفاء جميع الألوان، وكأن «عين أسردون» تدخل لفترة قصيرة إلى غرفة ملابس استعدادا لحلول بهجة فصل الربيع وما يليه من فصل العطل والاستجمام ، حيث تستعد المنطقة لاستقبال مختلف الزوار والعشاق.

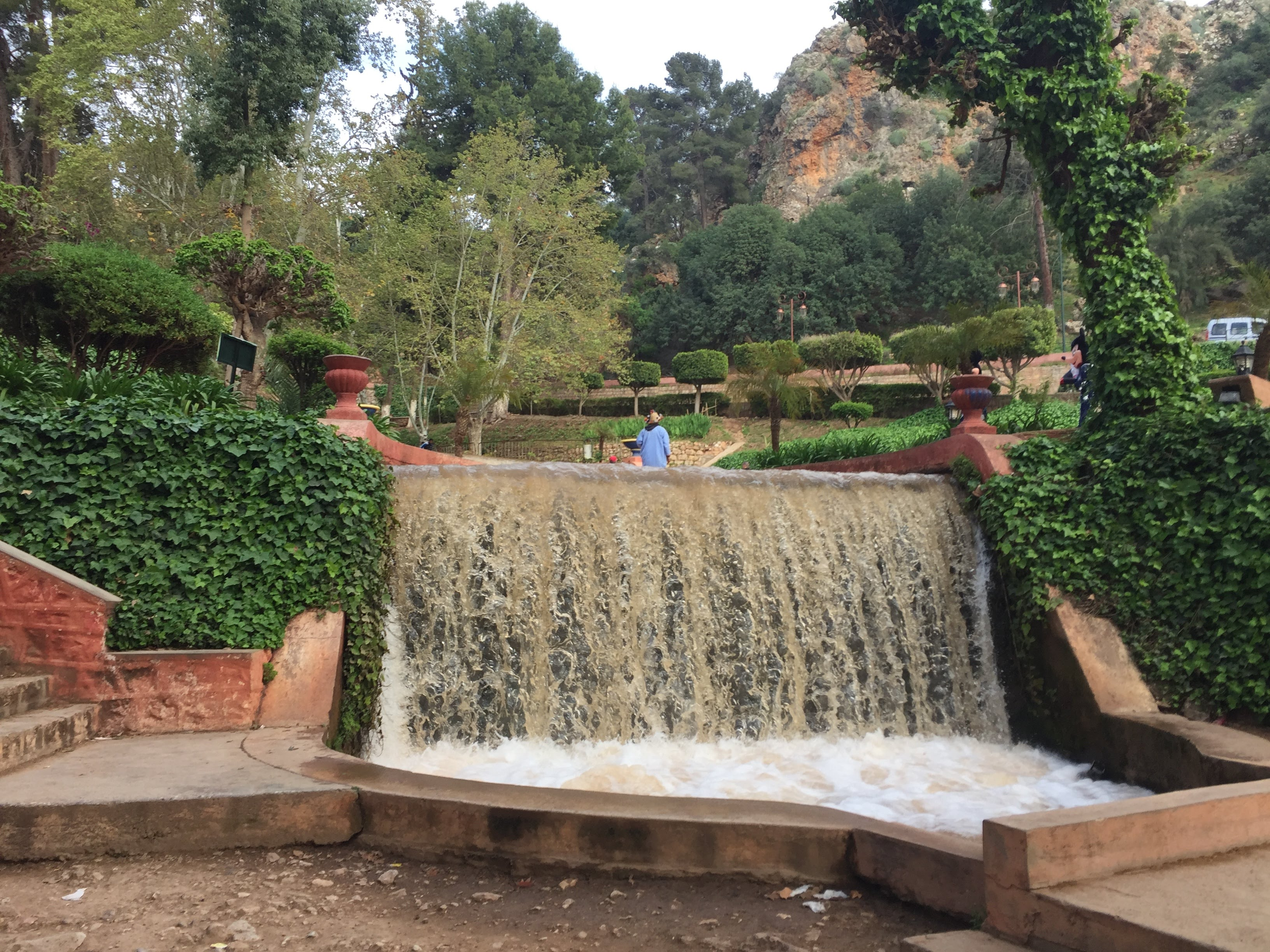
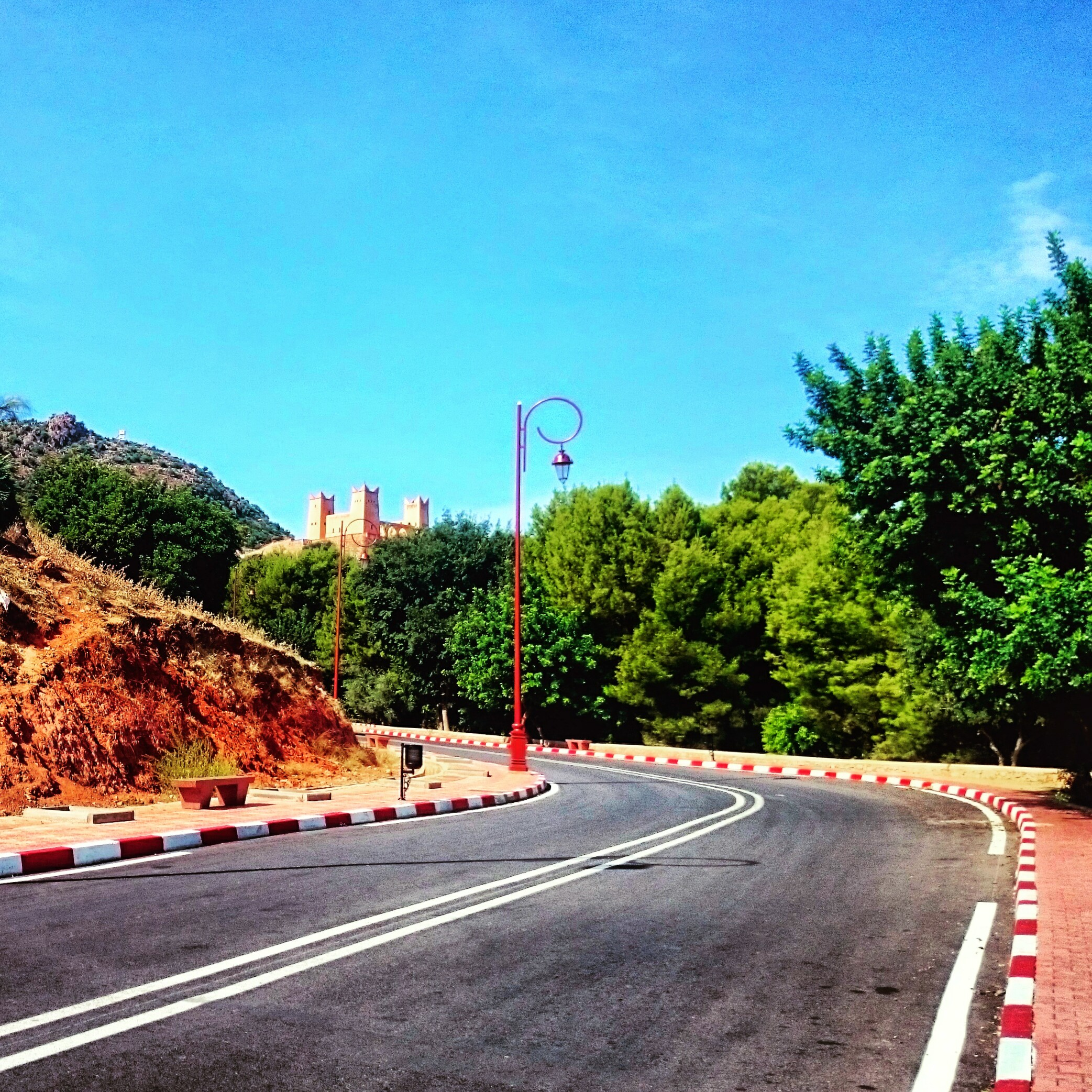
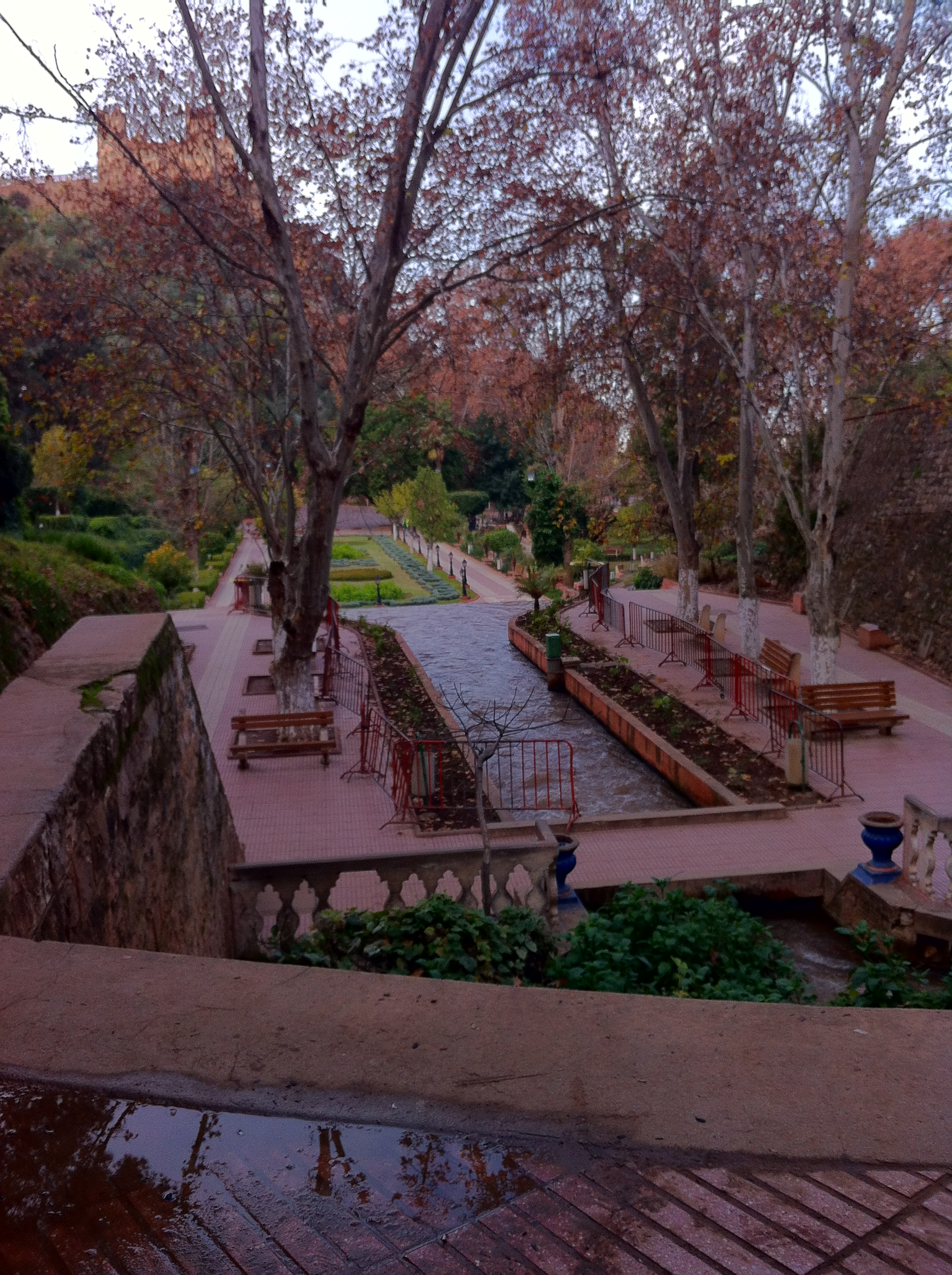
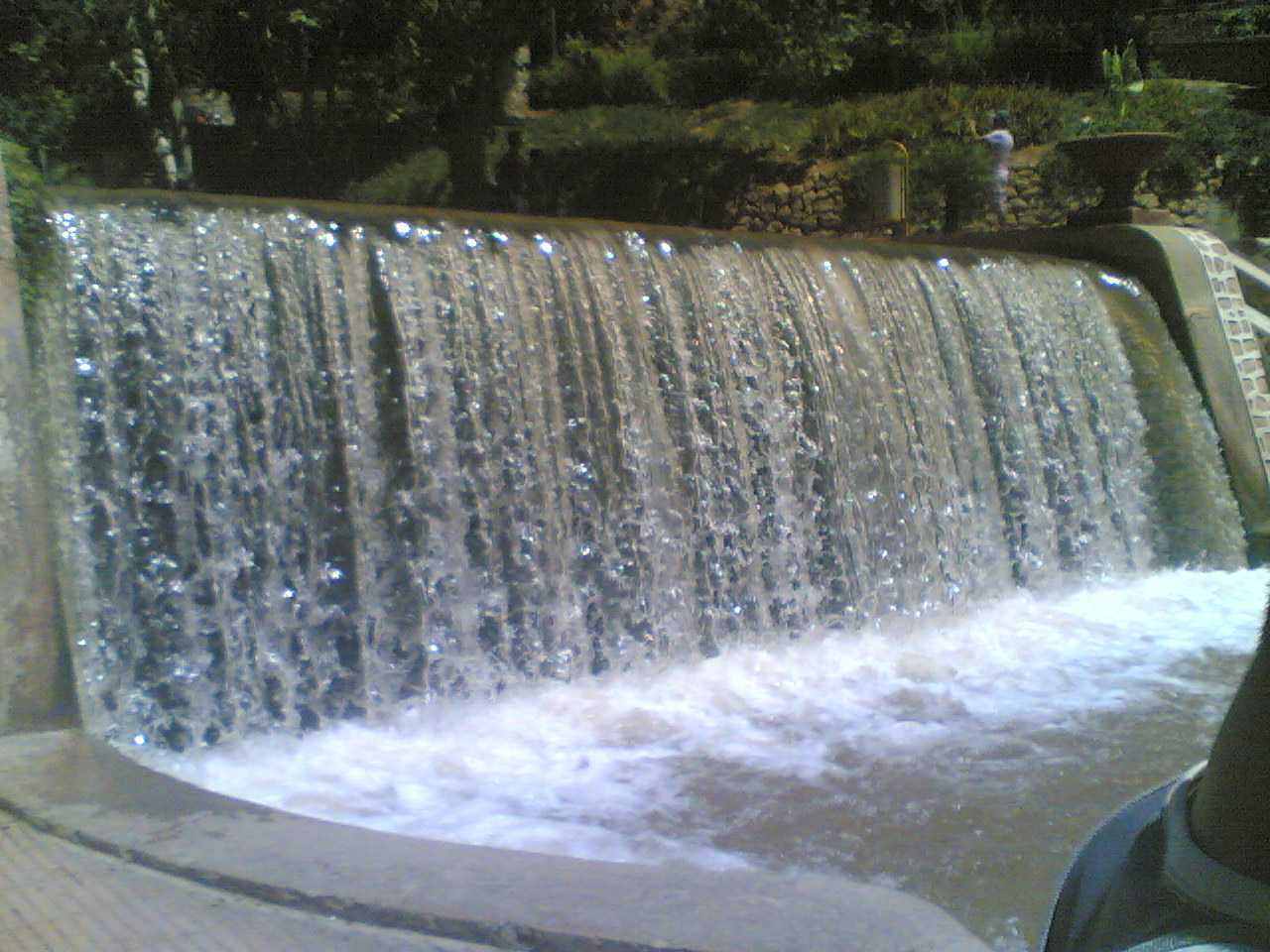
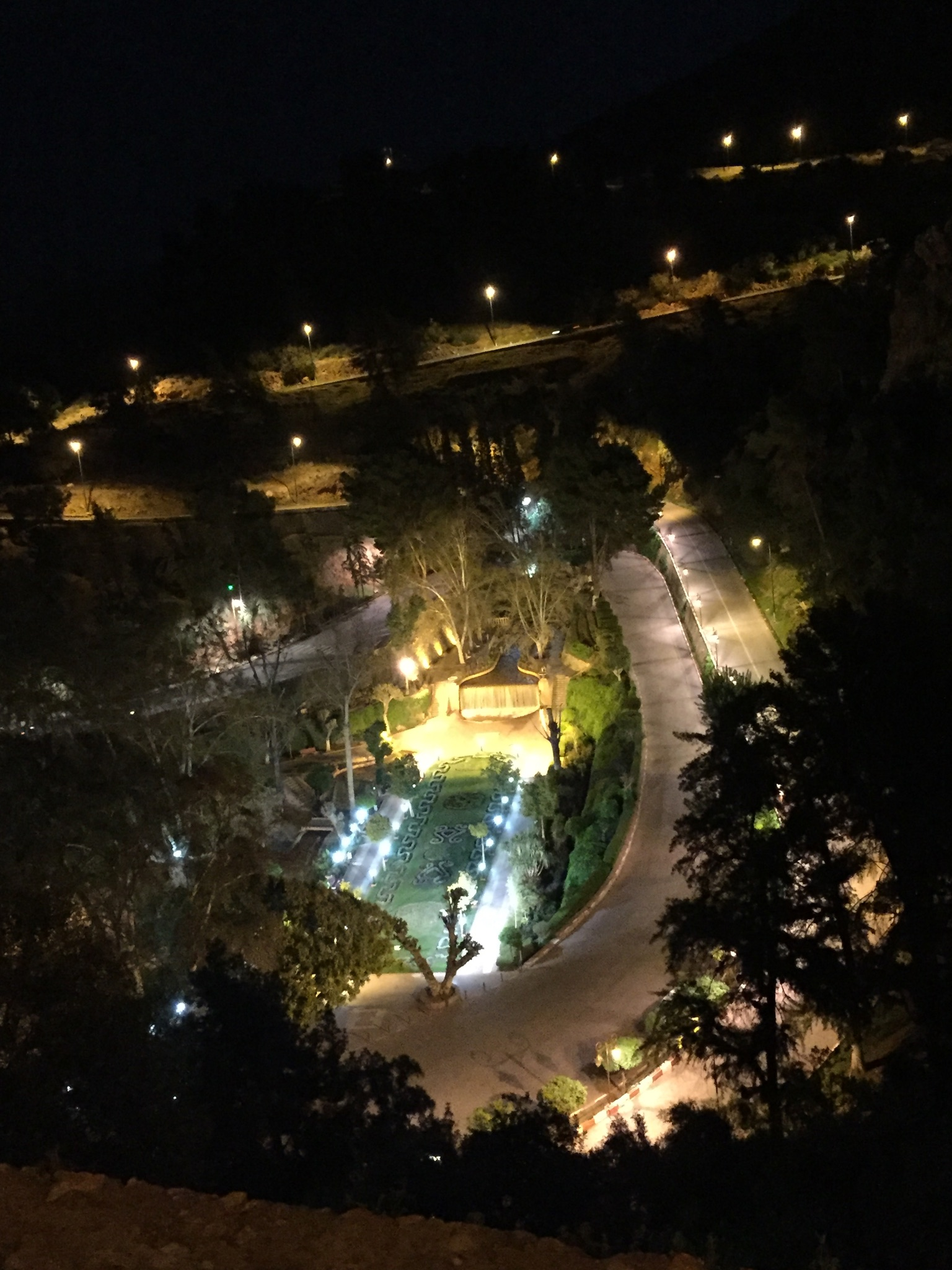

## الهجرة الخارجية
بني ملال  تستقطب عدد كبير من العائلات الأجنبية التي اختارت هذه المدينة الهادئة والخلابة لتستقر بها، وتأسس مشاريعها بها، حسب إحصائيات قامت بها أحد الجمعيات أن أغلب الأسر الأجنبية التي تستقرب بمدينة بني ملال جلها من فرنسا 36% - إسبانيا 34% - إيطاليا 20% - الولايات المتحدة الأمريكية والصين 5%… وهنا نستحضر المهندس الإسباني خورخي مانيل. [بحاجة لمصدر]

## الاقتصاد

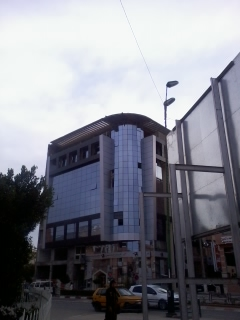
المركب التجاري "ديفاكتو" بمدينة بني ملال

### المراكز التجارية
تتوفر مدينة بني ملال على مراكز تجارية كبرى تتوزع في كل أنحاء المدينة: المركز التجاري مرجان - أسيما - كارفور بالإضافة إلى أسواق بيم المتوزعة في كل أحياء المدينة. [بحاجة لمصدر]

### قطاع الزيتون
يوفر قطاع الزيتون العديد من فرص الشغل بالمنطقة، كما تم إنشاء معهد متخصص في الصناعات الغدائية وزراعة الزيتون ببني ملال. وقد شهد قطاع الزيتون بالمنطقة تحولات هامة خلال السنوات الأخيرة همت أساسا توسيع المساحة المغروسة، بالإضافة إلى إعادة هيكلة المعاصر التقليدية وعصرنتها لكي تتمكن من مسايرة متطلبات السوق. ويظل هاجس المحافظة على البيئة من مخلفات معاصر الزيتون “مادة المرجان” التي تسبب في تلوث مياه الأنهار والسدود بحوض أم الربيع حاضرا لدى المهتمين الذين يؤكدون على ضرورة تثمين هذا القطاع من أجل إنتاج زيت ذي جودة عالية، وتشجيع التسويق وحماية المستهلك والبيئة.

### الصناعة
تمتاز مدينة بني ملال بصناعتها الكيميائية والغذائية، حيث يوجد في مدينة بني ملال مصنع لصناعة الأدوية و3 شركات لتوزيع الأدوية، كما تمتاز المدينة بوفرة المصانع المصنعة للمواد الغذائية كمصنع (دانون سنطرال) و مصنع للنقانق (كتبية) بالإضافة إلى مصانع عديدة كتعبئة قوارير الغاز وصناعة الأسمدة الكيماوية وصناعة حامض الفسفور. [بحاجة لمصدر]

## الصحة
تتوفر المدينة على مستشفى جهوي، كما تتوفرعلى عدة مستوصفات منتشرة بالأحياء، وقد شهدت المدينة مؤخرا ازدهار كبير على مستوى المصحات الخاصة والعيادات نتيجة إقبال الناس عليها ومن بينها:
- مصحة الرازي
- مصحة بن حسو
- مصحة جبران
- مصحة ابن سينا
- مصحة النور
- مصحة بوهو
- مصحة الزيتون
- مصحة الشفاء
- مصحة الأطلس
- مصحة داي
- مصحة بني ملال
- مصحة خيرة
- مركز تصفية الدم الأدارسة

وتضم مدينة بني ملال مستشفى لالة سلمى لعلاج سرطان الثدي (أولاد موسى) وثم إحدات مؤسسات تأهيلية للأطر والممريضن سواء الخاصة منها أو العامة حيت احدتث مؤخرا المدرسة الوطنية لتكوين الممرضين بالمدينة. بالإضافة إلى مدارس تكوين الممرضين الخاصة. [بحاجة لمصدر] كما تم إحداث مشروع المدينة الطبية لبني ملال، والذي تبلغ مساحته 30 هكتارا بمنطقة الصناعة الفلاحية (أكرو بول)، حيث سيتم إنجاز العديد من المشاريع الصحية ذات الطابع الجهوي، من ضمنها بناء وتجهيز مستشفى ملحق بالمركز الاستشفائي الجهوي بسعة 250 سريرا ببني ملال، ومستشفى جهوي للأمراض النفسية والعقلية بسعة 120 سريرا ببني ملال، وبناء معهد عال للمهن التمريضية وتقنيات الصحة ببني ملال، وبناء وتجهيز مركز جهوي مندمج للترويض الطبي ببني ملال، ومركز جهوي لتحاقن الدم ببني ملال، بالإضافة إلى مختبر للصحة العمومية ومركز محاربة الإدمان، ومركز لتشخيص السل والأمراض التنفسية.

## التعليم

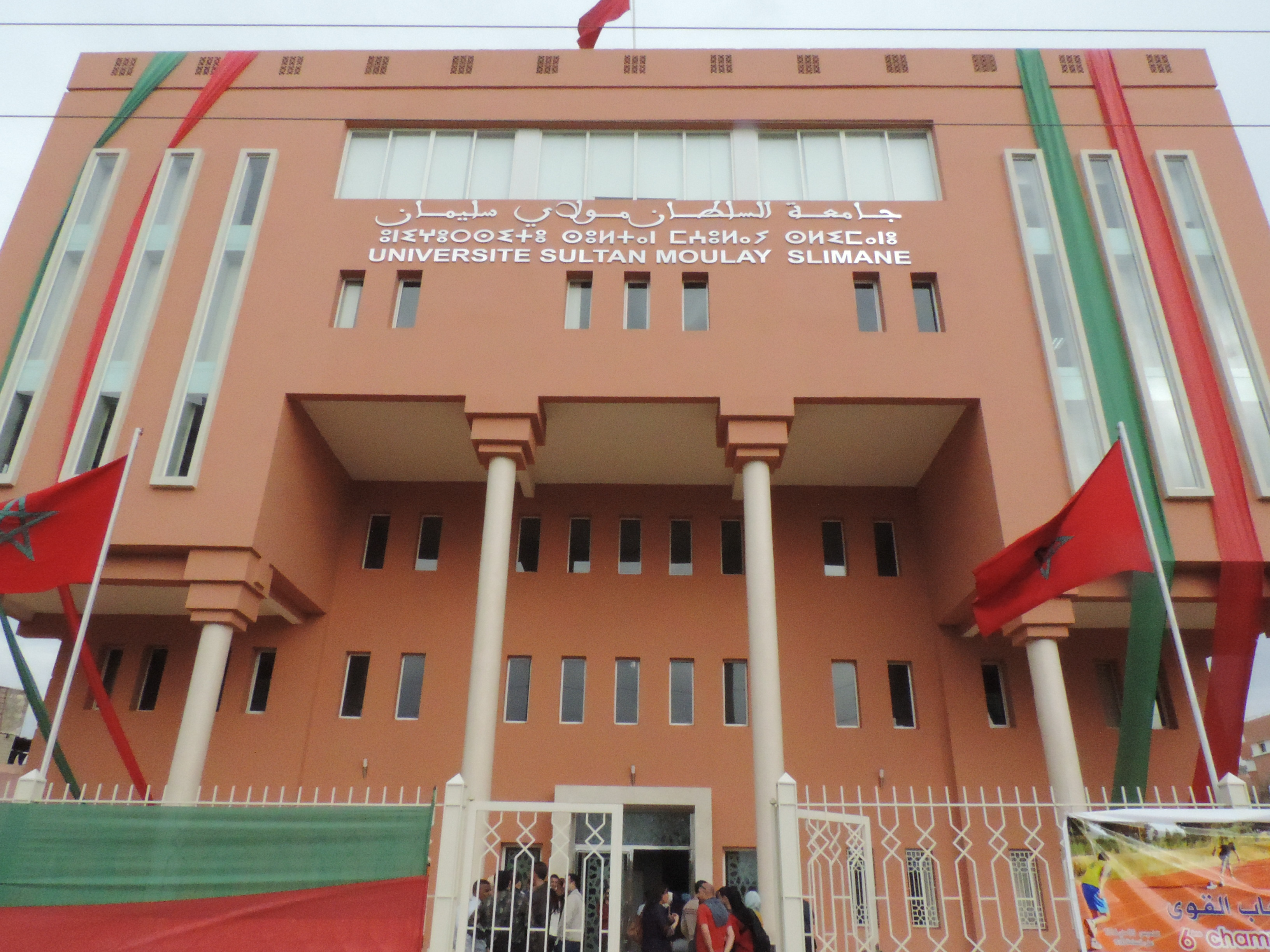
جامعة السلطان مولاي سليمان

## التعليم[بحاجة لمصدر]
| التعليم الإبتدائي | التعليم الإعدادي | التعليم الثانوي | التعليم الخصوصي |
| --- | --- | --- | --- |
| - مدرسة وادي المخازن - مدرسة الحي الصناعي - مدرسة الصومعة - مدرسة الزيتونة - مدرسة الامام الشافعي - مدرسة 11 يناير - مدرسة الهدى أطلس - مدرسة باب افتوح - مدرسة عين اسردون - مدرسة العامرية - مدرسة المحمدية - مدرسة اورير - مدرسة المنظر الجميل - مدرسة النهضة - مدرسة القاضي عياض - مدرسة المصلى الغربية - مدرسة القاسمية - مدرسة ابن الهيثم - مدرسة خالد بن الوليد - مدرسة عثمان بن عفان - مدرسة أنوال - مدرسة ايت تيسليت - مدرسة اوربيع - مدرسة عين الغازي - مدرسة المتنبي - مدرسة طه حسين - مدرسة الامل - مدرسة المسيرة - مدرسة رياض السلام - مدرسة الأطلس - مدرسة النجد | - إعدادية ابن المقفع - إعدادية أحمد الحنصالي - إعدادية أحمد الصومعي - إعدادية إدريس بن زكري - إعدادية القدس - إعدادية المحمدية - إعدادية داي - إعدادية عبد الكريم الخطابي - إعدادية معاد بن جبل | - ثانوية ابن سينا - ثانوية الحسن الثاني - ثانوية الزرقطوني - ثانوية العامرية - ثانوية موحى وحمو - ثانوية محمد الخامس التقنية | - مؤسسة الكوثر - مؤسسة مفتاح المستقبل - مؤسسة القادري - مؤسسة عالم التربية - مؤسسة المعارج - مؤسسة سفير القلم - مؤسسة فيكتور هيجو - مؤسسة رجال الغد - مؤسسة طيور الريان - مؤسسة الرائد - مؤسسة طارق بن زياد - مؤسسة جيل المستقبل - مؤسسة أبي القاسم الصومعي - مؤسسة أبي حامد الغزالي - مؤسسة الصباح - مؤسسة رياض الأجيال - مؤسسة الائتلاف - مؤسسة ابن عربي - مؤسسة الاقتباس - مؤسسة فرانسوا رابلي - مؤسسة 9 مارس - مؤسسة النبات الطيب - مؤسسة رياض الاحمدين - مؤسسة حدائق المعرفة - مؤسسة الفاروقي |

### جامعة السلطان مولاي سليمان
- الكلية المتعددة التخصصات
- المدرسة الوطنية للتجارة والتسيير
- المدرسة العليا للتكنولوجيا
- كلية الآداب والعلوم الإنسانية
- كلية العلوم والتقنيات والمدرسة الوطنية للعلوم التطبيقية
- الدراسات التجارية العالية
- المدرسة العليا لتربية والتكوين
- كلية الإقتصاد والتدبير
- كلية الطب والصيدلة

### المعاهد ومراكز التكوين
- المعهد المتخصص في الصحافة ومهن السمعي البصري
- المعهد المتخصص في الصناعات الغذائية وزراعة الزيتون
- المعهد العالي للمهن التمريضية وتقنيات الصحة
- معهد تكوين المضيفين الجويين وتكوين موظفي السفن السياحية

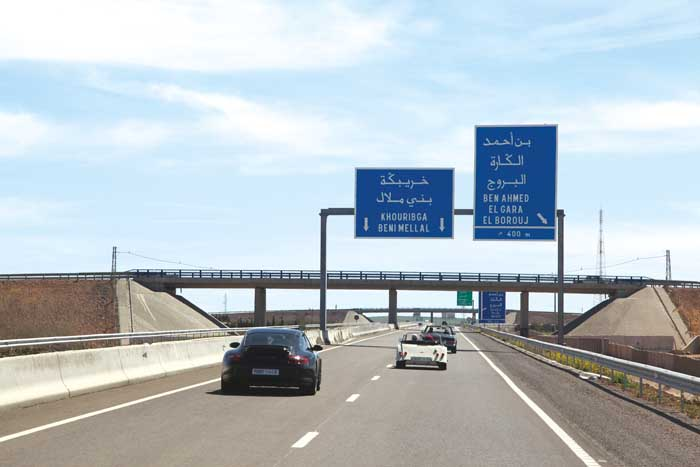
الطريق السيار المؤدي إلى بني ملال

## النقل والمواصلات

### النقل الطرقي
تعززت البنية الطرقية لمدينة بني ملال من خلال ربطها بالطريق السيار برشيد - بني ملال والذي أنجز ما بين 2010 و 2015. وهو يربط بين بني ملال - قصبة تادلة - واد زم - خريبكة - برشيد. [بحاجة لمصدر]

### النقل الجوي
مطار بني ملال هو مطار دولي، يخدم مدينة بني ملال بجهة بني ملال خنيفرة، يمتد على مساحة إجمالية قدرها 170 هكتار، يُستعمل المطار خلال معظم الأوقات في رياضة القفز بالمظلات، نظراً لقلة الرحلات الجوية به. وقد عرف المطار حركة كبيرة خلال إفتتاحه في سنة 2014، ولكنه يعرف الآن شللاً كبيراً وتناقصاً حاداً في عدد المسافرين بسبب انخفاض الرحلات الجوية به. حيث أصبح يتوفر على رحلة داخلية فقط في إتجاه مطار محمد الخامس الدولي بالدار البيضاء تُشغلها الخطوط الملكية المغربية.

## المجتمع

### السكان
جدول يوضح عدد سكان بني ملال ما بين 2014 و 1994:
| السنوات    | 2014    | 2004    | 1994    |
| ---------- | ------- | ------- | ------- |
| عدد السكان | 553 192 | 341 162 | 212 140 |

### اللغة
حسب الإحصاء العام للسكان والسكنى لسنة 2014، فاللغة السائدة في بني ملال هي الدارجة المغربية بنسبة 99%، فين حين لا تتجاوز نسبة السكان الذين يستطيعون التحدث بتاشلحيت سوى 8.7%، وتبلغ نسبة السكان الذين يستطيعون التحدث بتمازيغت 10.2% 

## أحياء المدينة[بحاجة لمصدر]

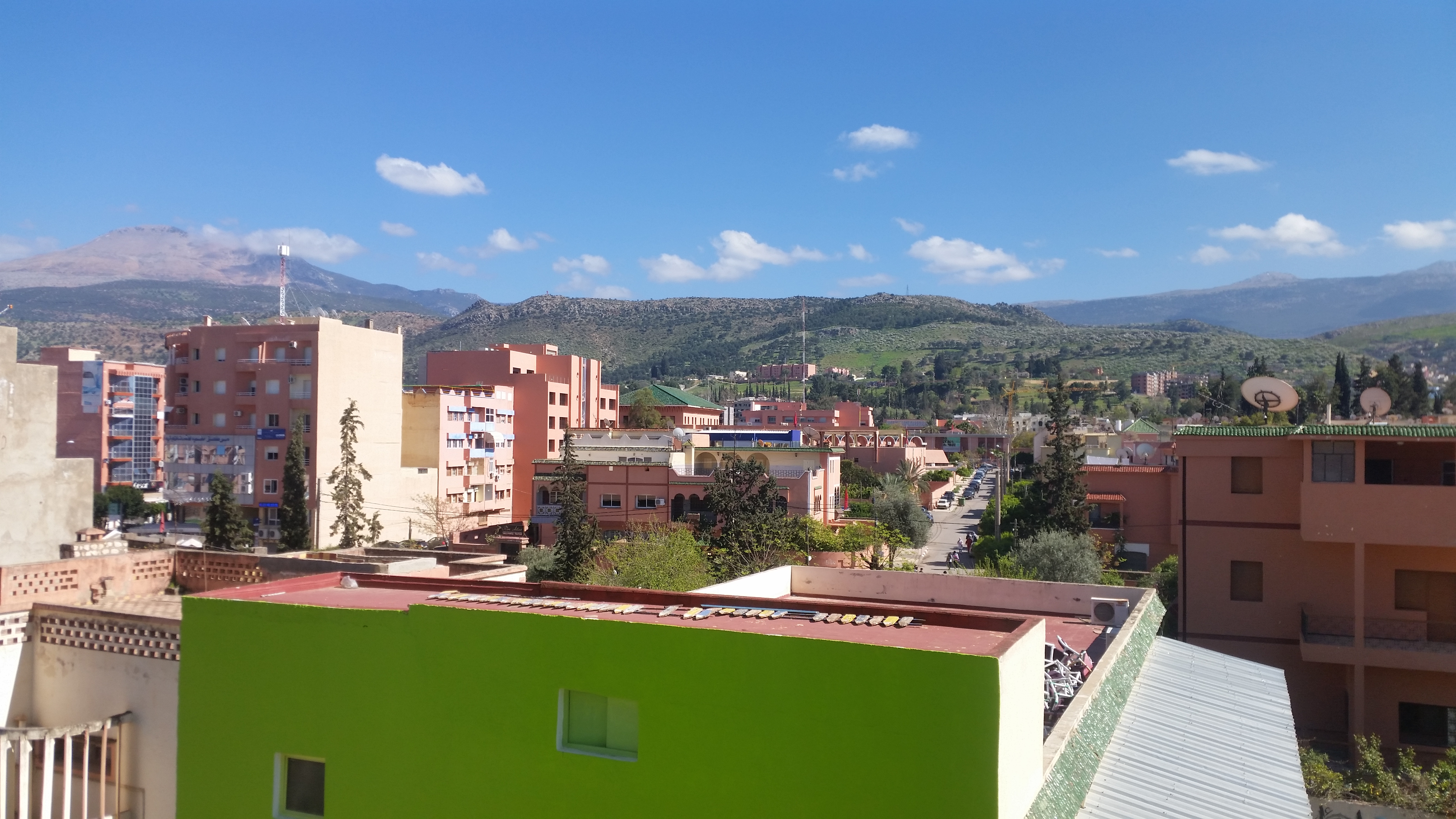
صورة لأحد الأحياء الشعبية لمدينة بني ملال

قائمة الأحياء في مدينة بني ملال:

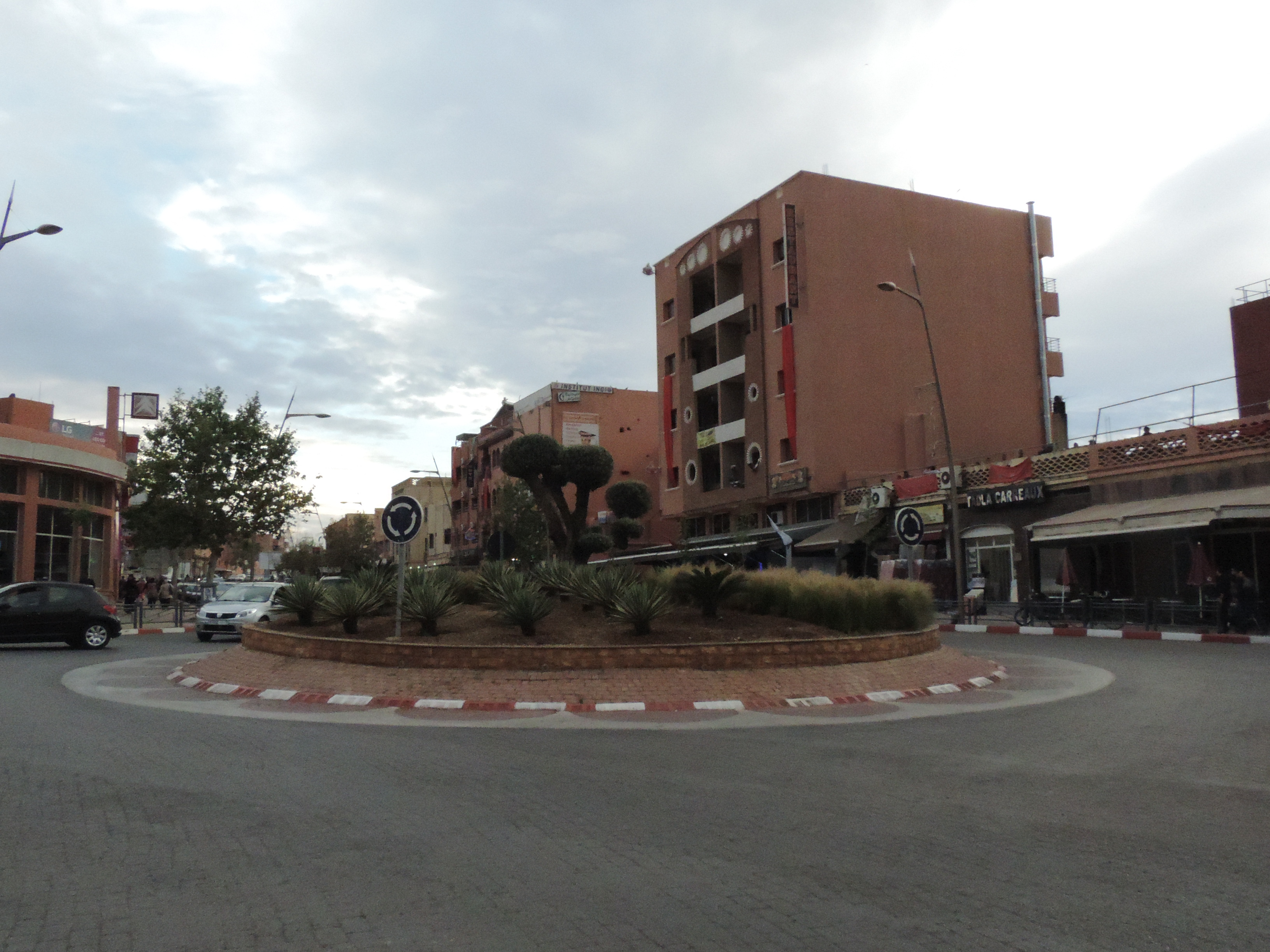

| - حي فوغال - تجزئة منزه الأطلس - حي القصبة - حي السي سالم - أولاد يوسف - حي أولاد عياد - حي أولاد حمدان - حي بوعشوش - حي الهدى - حي آيت اطحيش - حي الأطلس - حي دار الذباغ - حي الشهداء - حي النخيلة - تجزئة داركم - حي الرشاد - حي الشرف | - حي التقدم - حي كاسطور - حي الإنعاش - حي العامرية 1و 2 - حي المظهر - حي المسيرة 1 و 2 - قصر الغزافات - حي أمغيلة - حي الصومعة - الحي المحمدي - حي الليمون - حي سومية - حي تسليت - حي الأمل - حي الأدارسة | - حي السلام - حي رياض السلام - حي اعياط - حي الزيتون - حي تامكنونت - حي المنظر الجميل - الحي العصري - حي الدشيرة - حي باب فتوح - حي الرميلة - حي الإنبعاث - حي الصفا |

### أبرز الأحياء
- حي رياض السلام
- الحي الصناعي
- الحي العصري
- حي اولاد عياد
- حي الأدارسة
- حي كاسطور
- حي أولاد حمدان
- حي العامرية

## الرياضة

شعار فريق رجاء بني ملال

### التجهيزات الرياضية
تعززت البنية التحتية الرياضية لمدينة بني ملال بتوقيع إتفاقية لبناء 5 ملاعب: ملعبين بحي المسيرة 2،/ ملعب بحي أيت تسلست،/ ملعب بحي عياط،/ ملعب بحي الصومعة،/ ملعب أولاد عياد المنطقة الصناعية، بالإضافة إلى إعادة تأهيل الملعب الشرفي.

### رجاء بني ملال
تم تأسيس فريق رجاء بني ملال سنة 1956 من طرف عبد اللطيف المسفيوي الدي كان أول من رئس الفريق وتعاقب عليه 15 رئيسا آخرهم هو مولاي عبد الله العلمي. وقد تمكن الفريق بالفوز ببطولة يتيمة سنة 73-74 ووصل 3 مرات إلى المربع الذهبي لكأس العرش سنوات 65-71-95 وشارك في كأس محمد الخامس وتوج منها سنة 62 اللاعب شواد هداف البطولة ب17 هدفا وسنة 62 الحاج كبور كأحسن رياضي وفي سنة 79 تمكن اللاعب اعشيبات بفوزه بهداف البطولة ب17 هدفا وتعاقب على الفريق مند تأسيسه 77 مدربا أولهم كبور ورديغي وآخرهم وهو المدرب الحالي أحمد نجاح. ومن بين أنجح اللاعبين التي أنجبتهم الكرة الملالية وشاركوا رفقة المنتخب الوطني هناك الحاج حسن الورديغي ومحمد باباي وأحمد نجاح ومحمد براوي ومحمد مديحي.

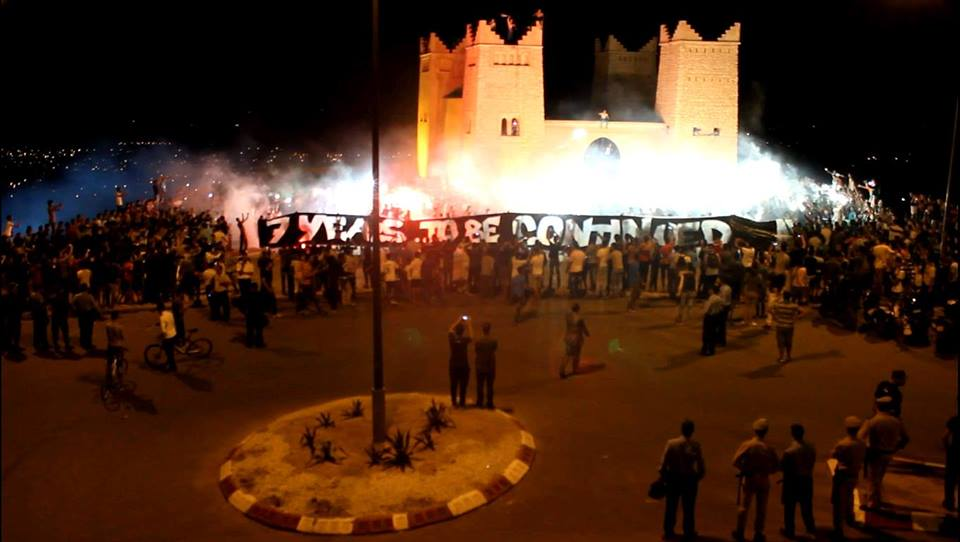
أنصار فريق رجاء بني ملال بعد فوز الرفيق

## مشاهير بني ملال[بحاجة لمصدر]
- عبد الصمد الزلزولي
- ليلى أبو زيد
- لحسن الداودي
- أبو عبيدة محمد القاسم الشرقي العمري
- محمد بوكرين
- عبد الكريم جويطي
- منير محجوبي
- سيف الدين العلمي
- عبد القادر أعبابوا
- صالح حشاد
- الحاج تابت
- هشام السغيني
- أحمد التادلي الصومعي
- خديجة عبودة

## صور لحاضرة بني ملال

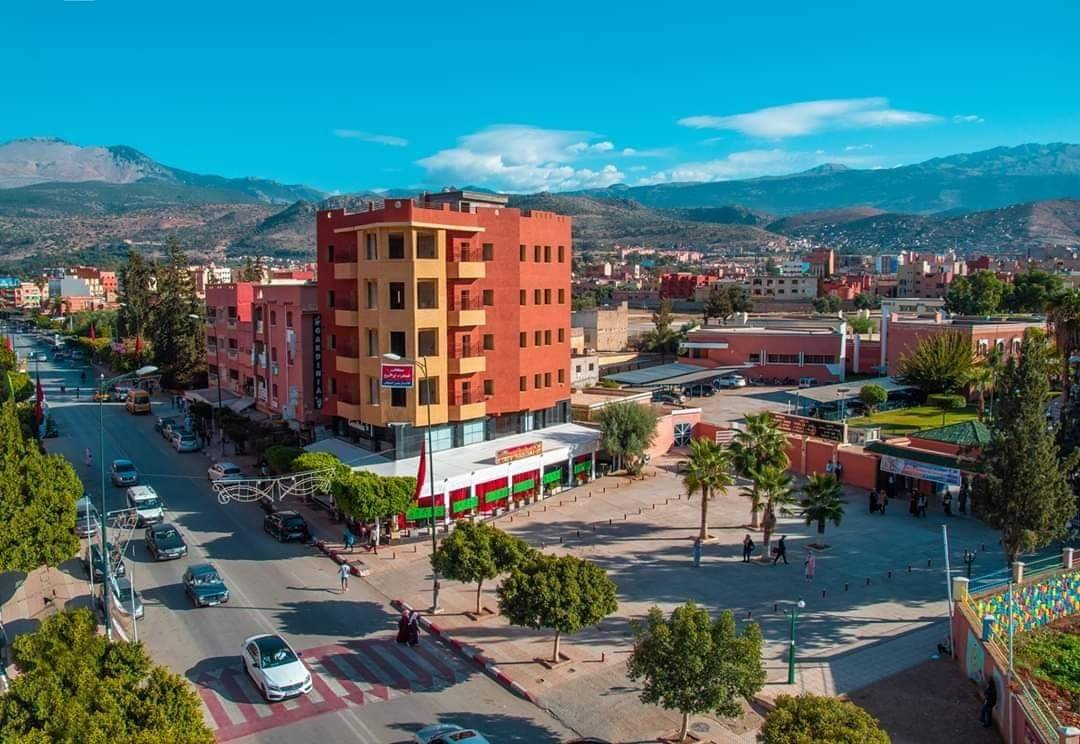
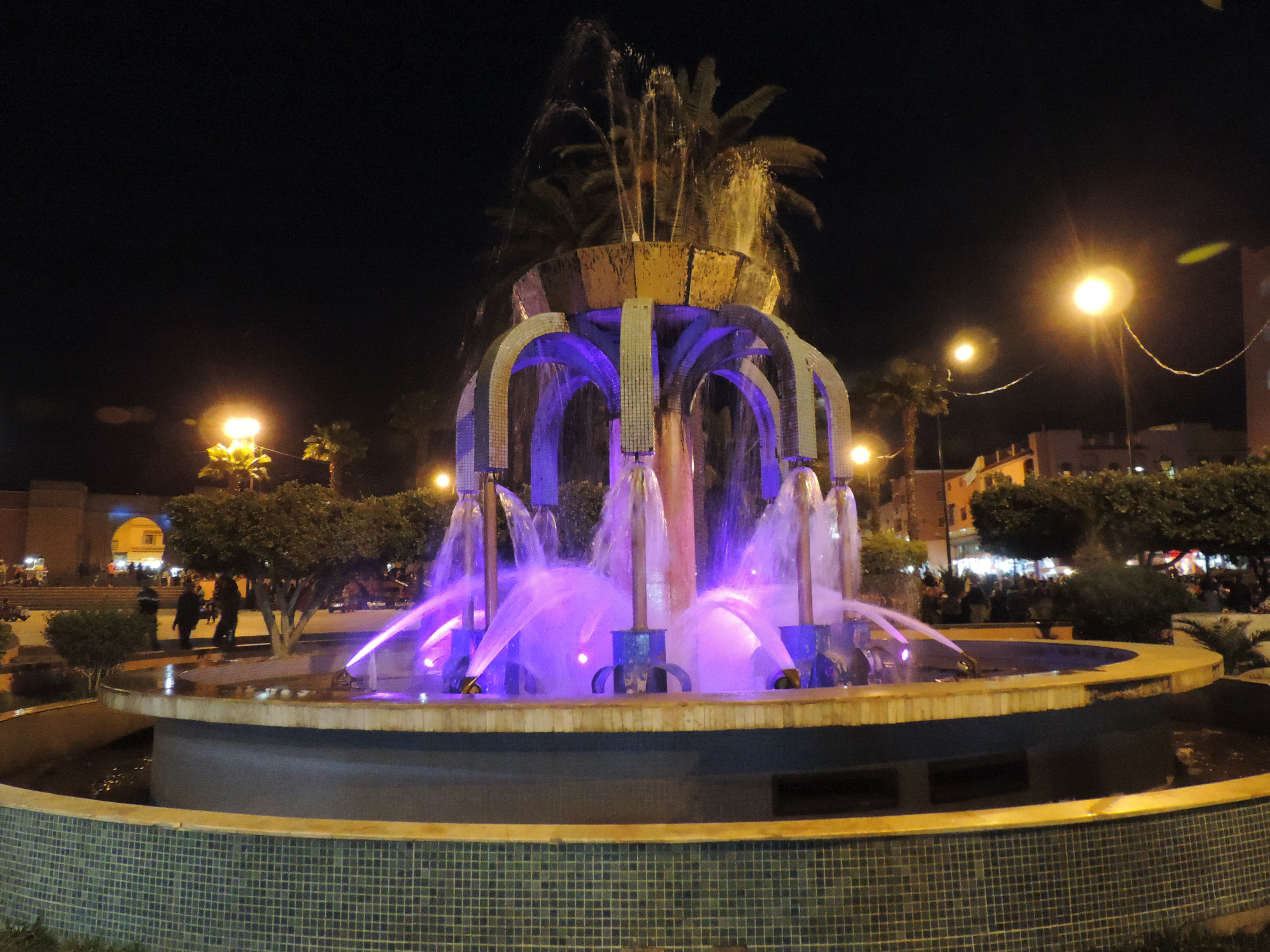
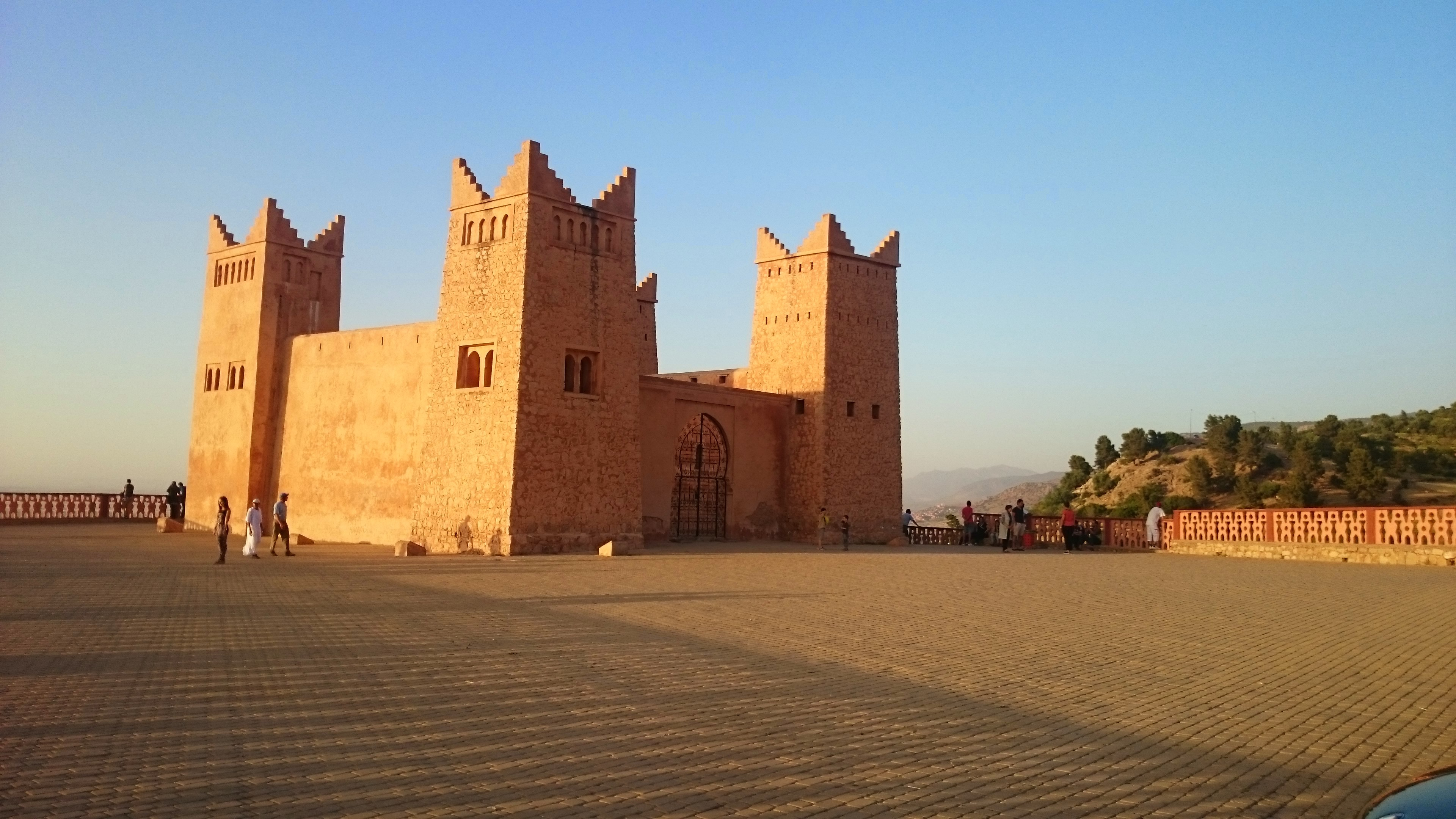
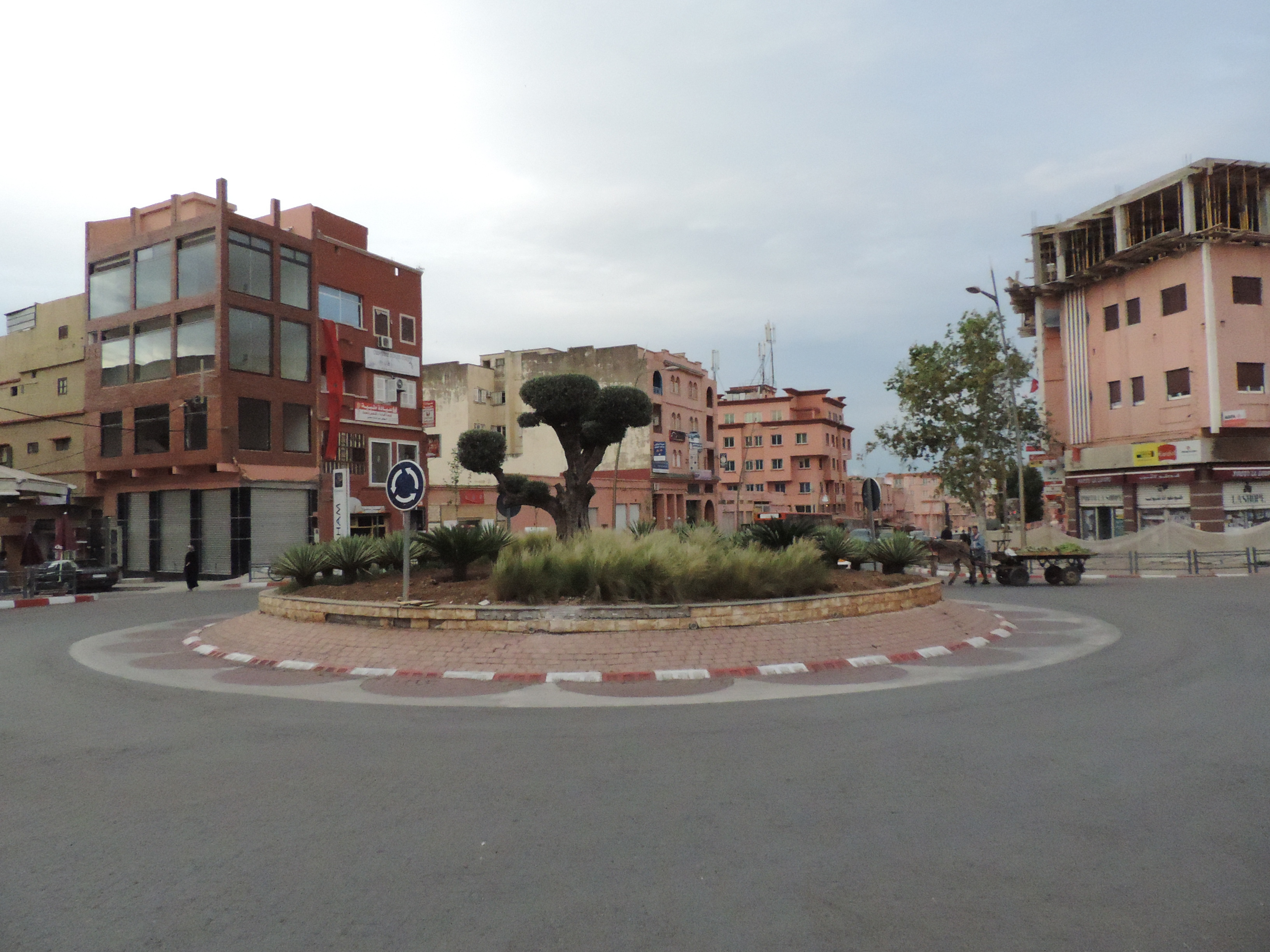
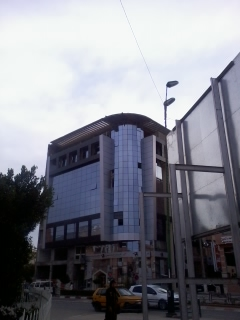
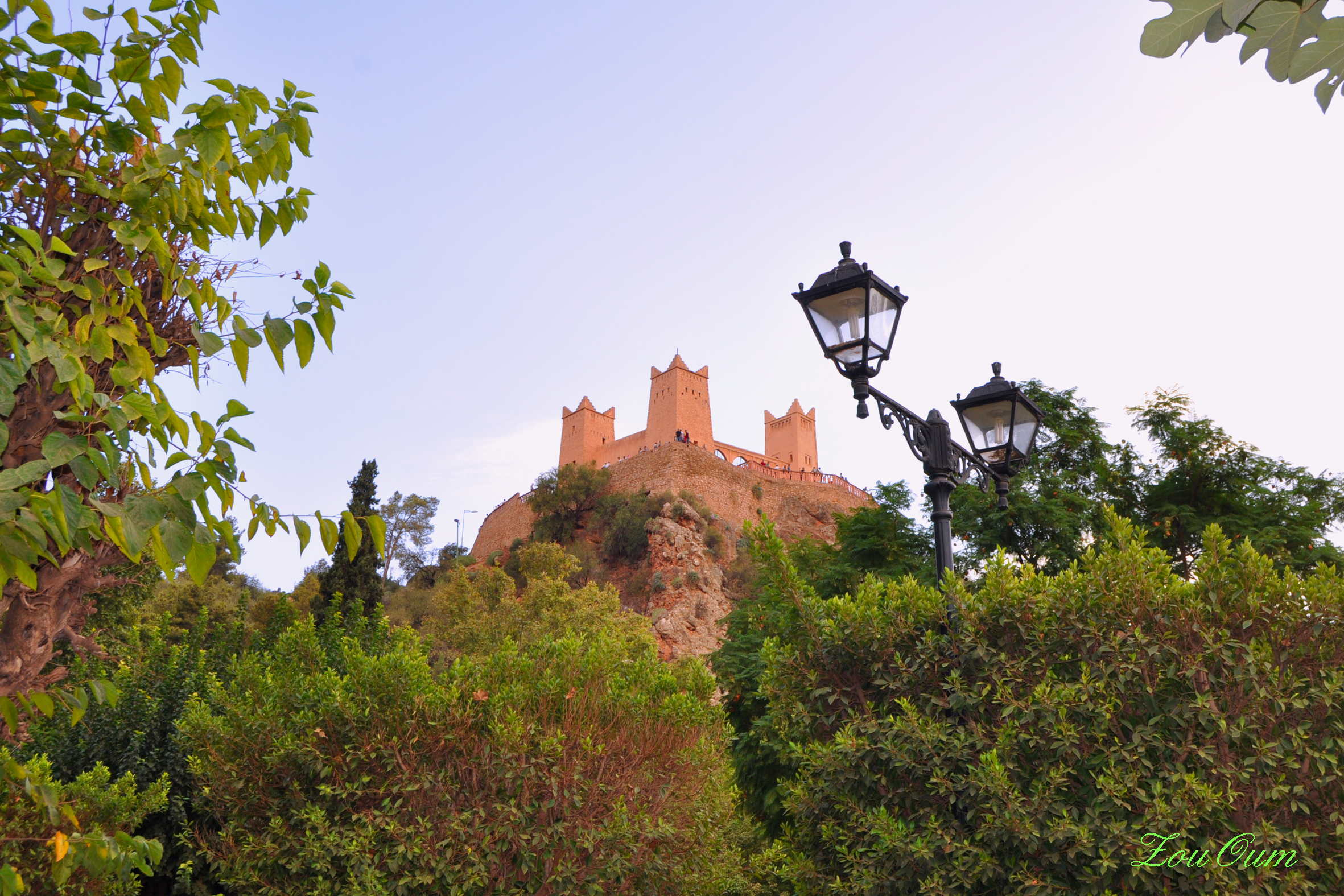
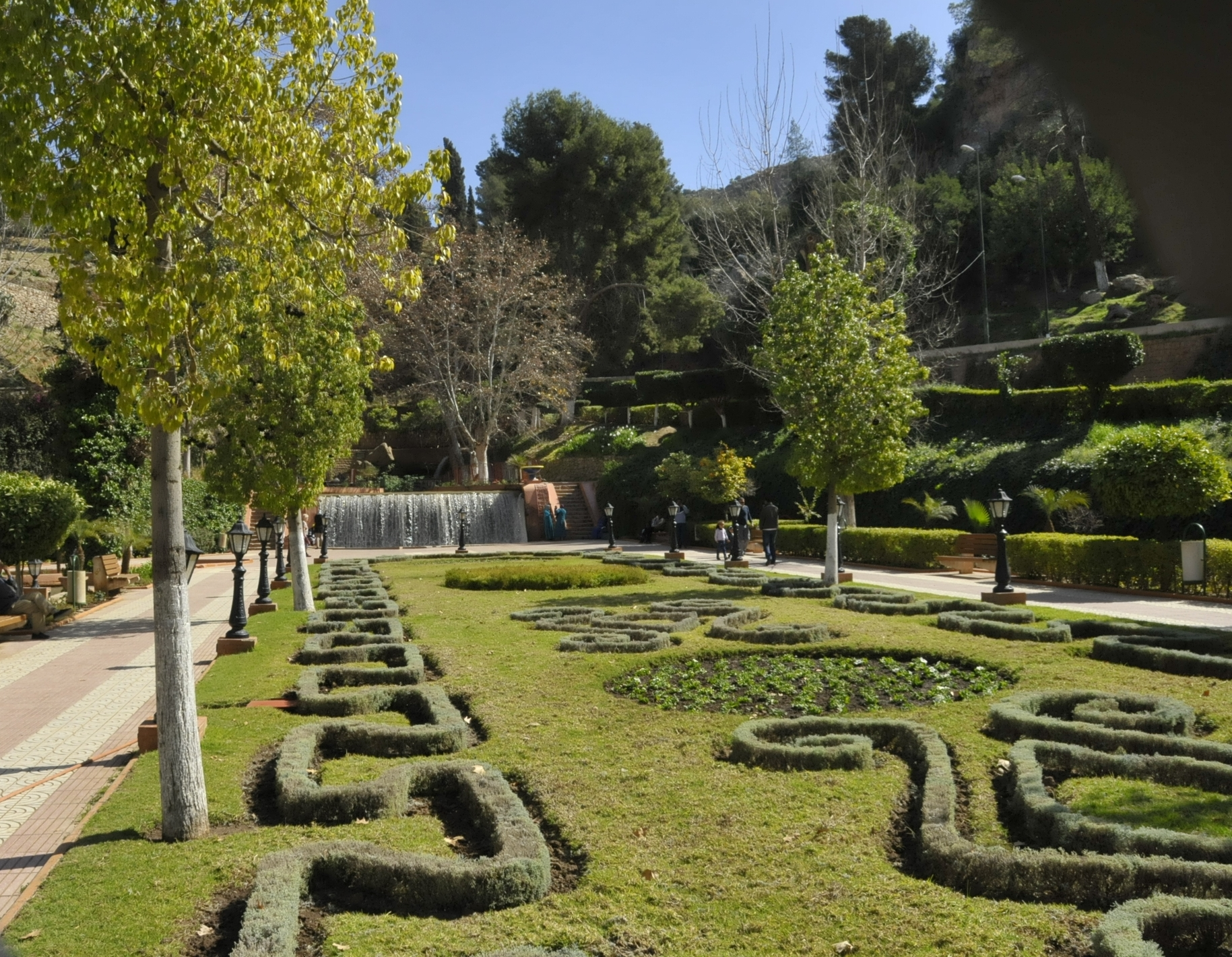
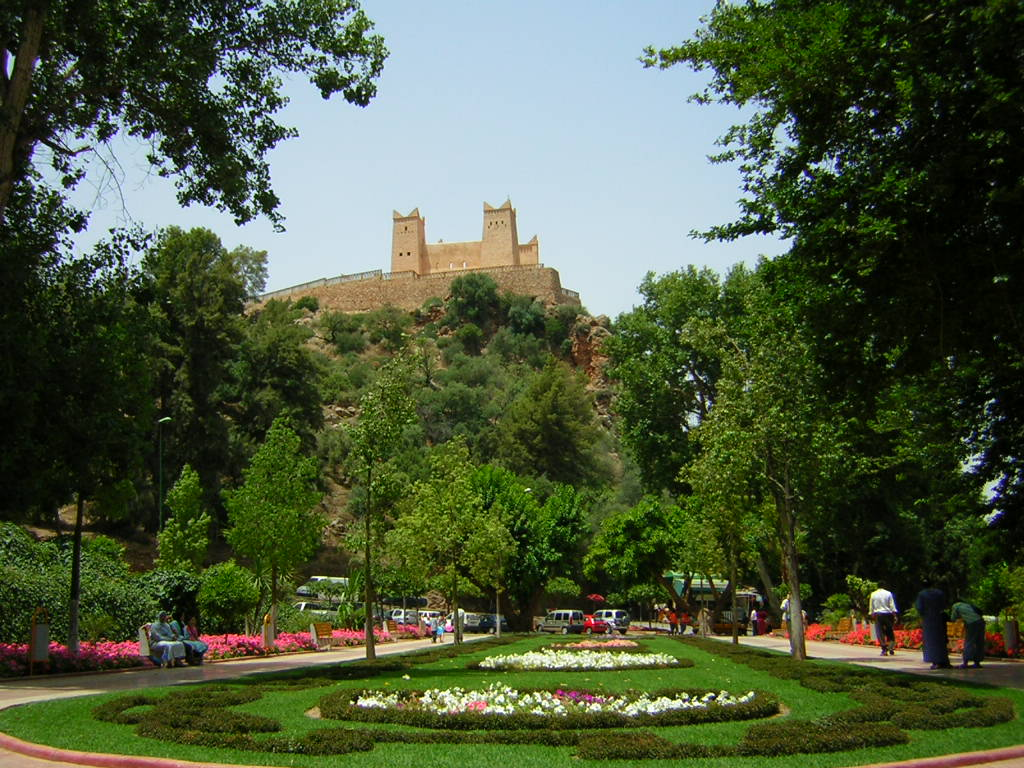
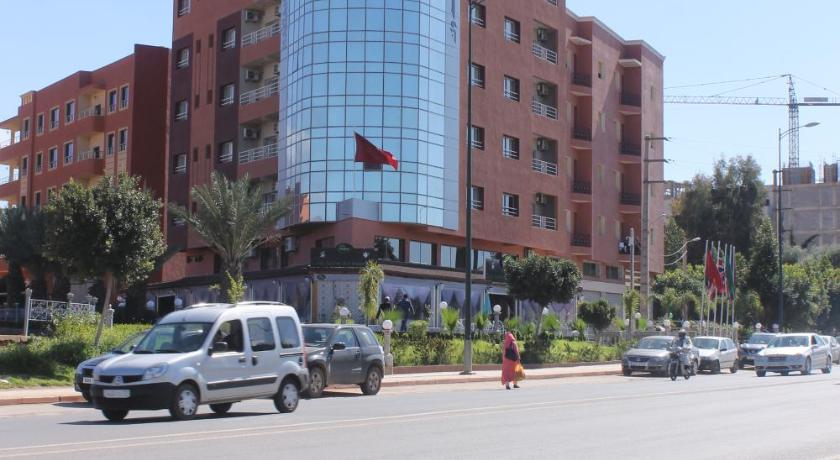
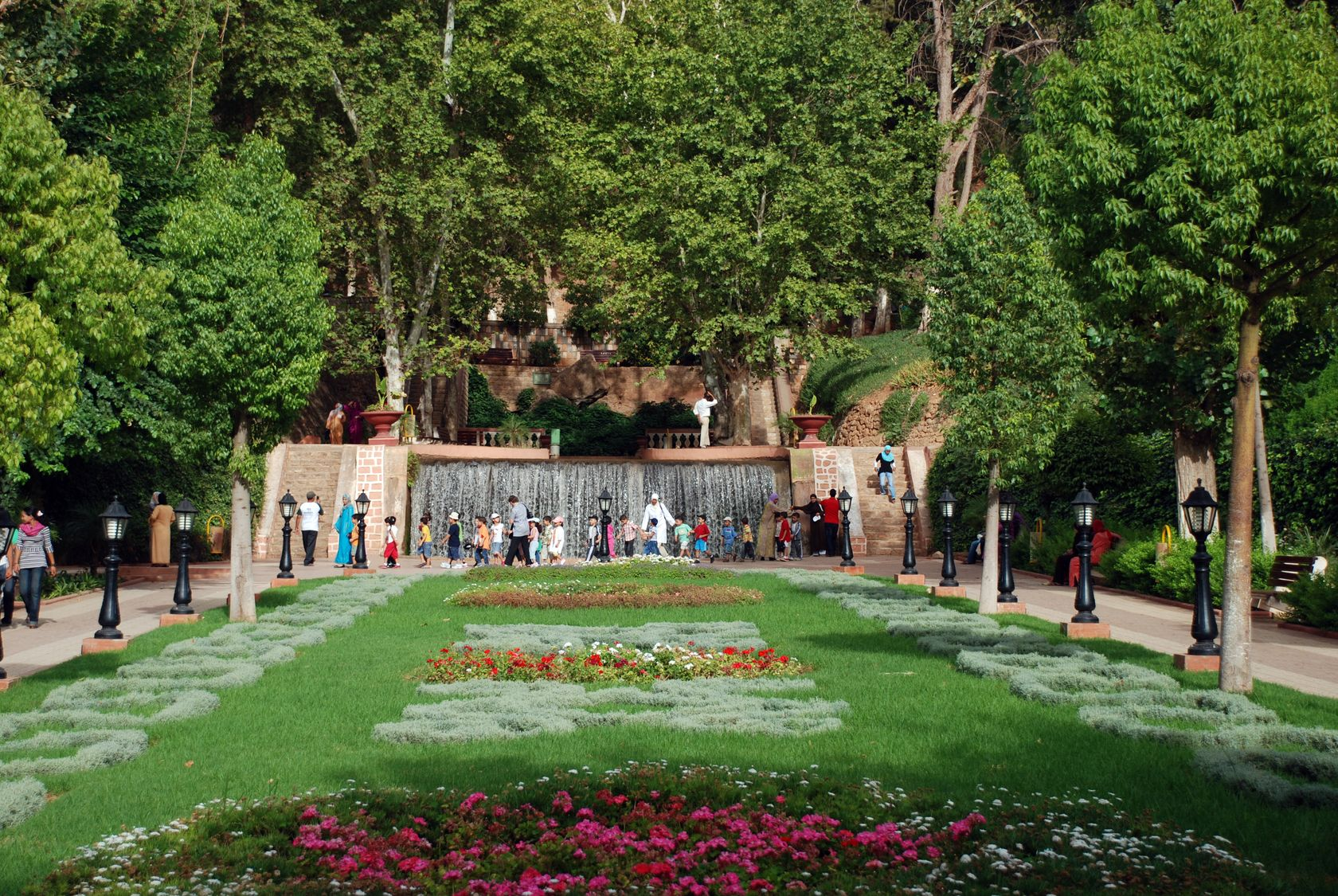
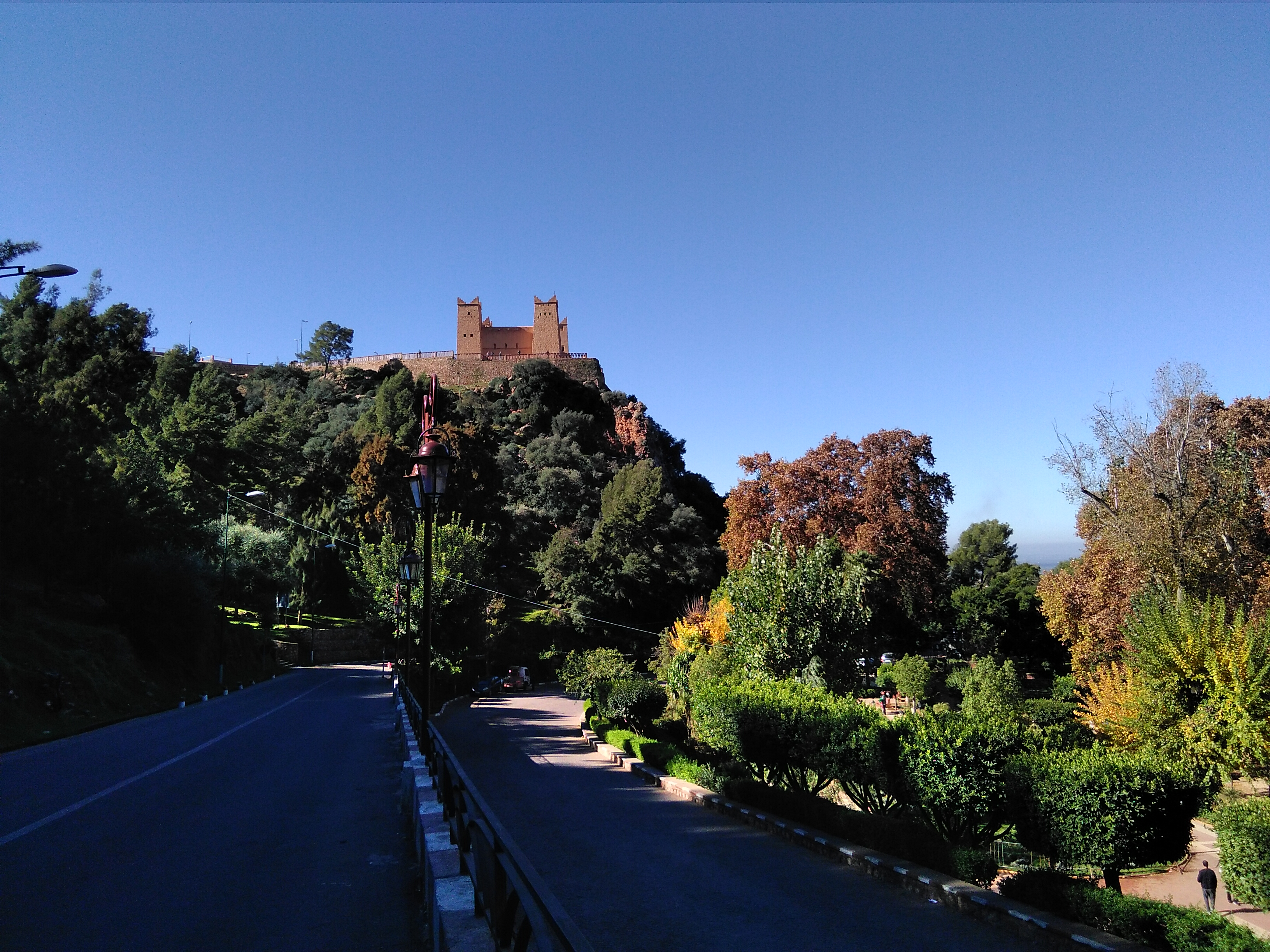
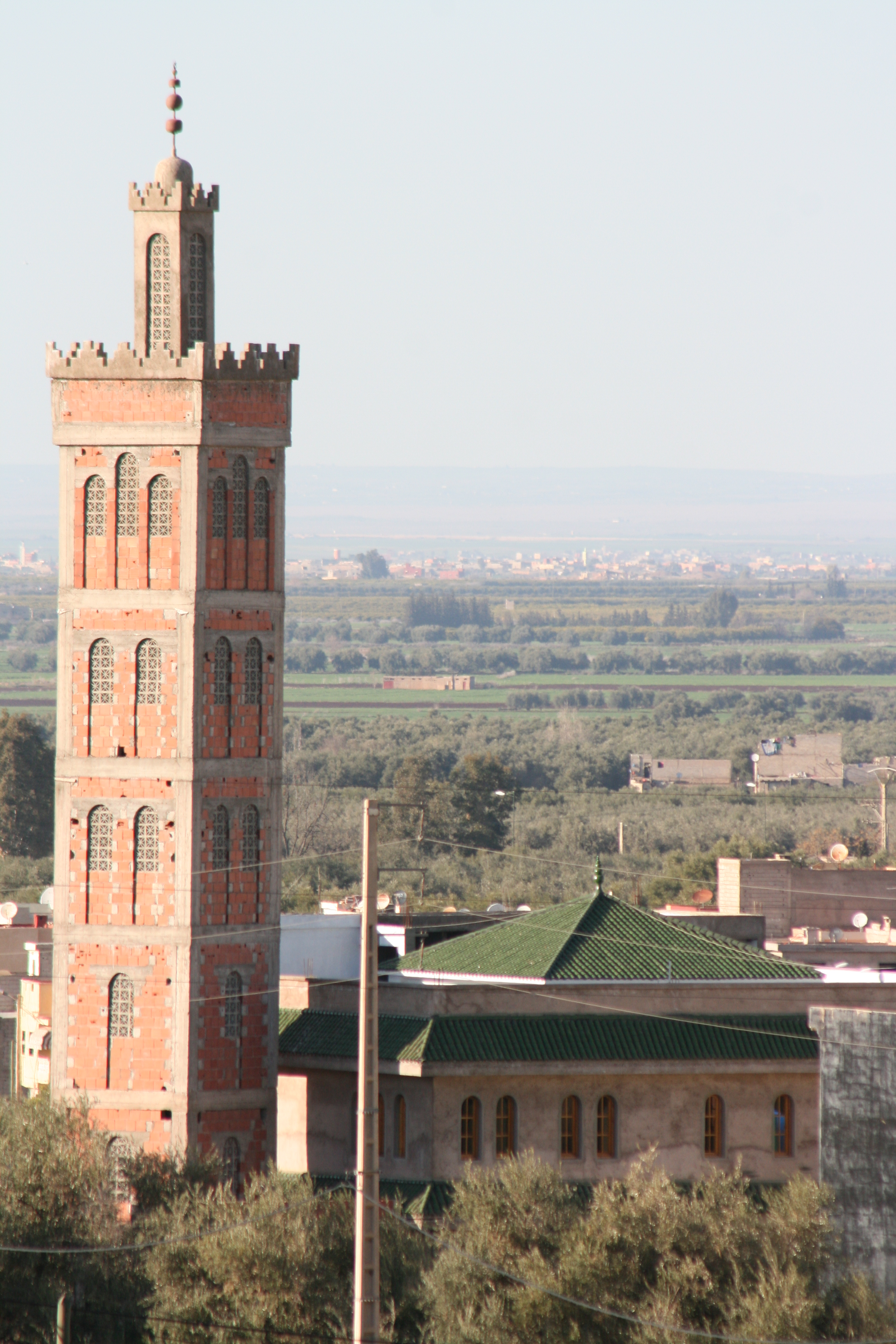
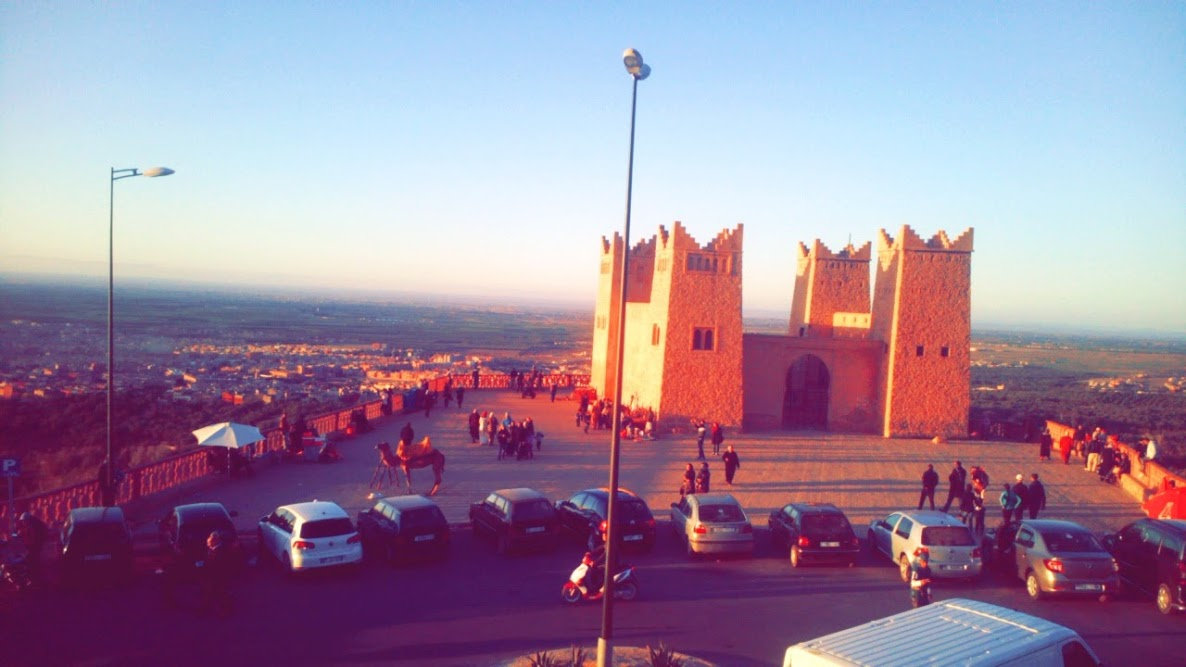
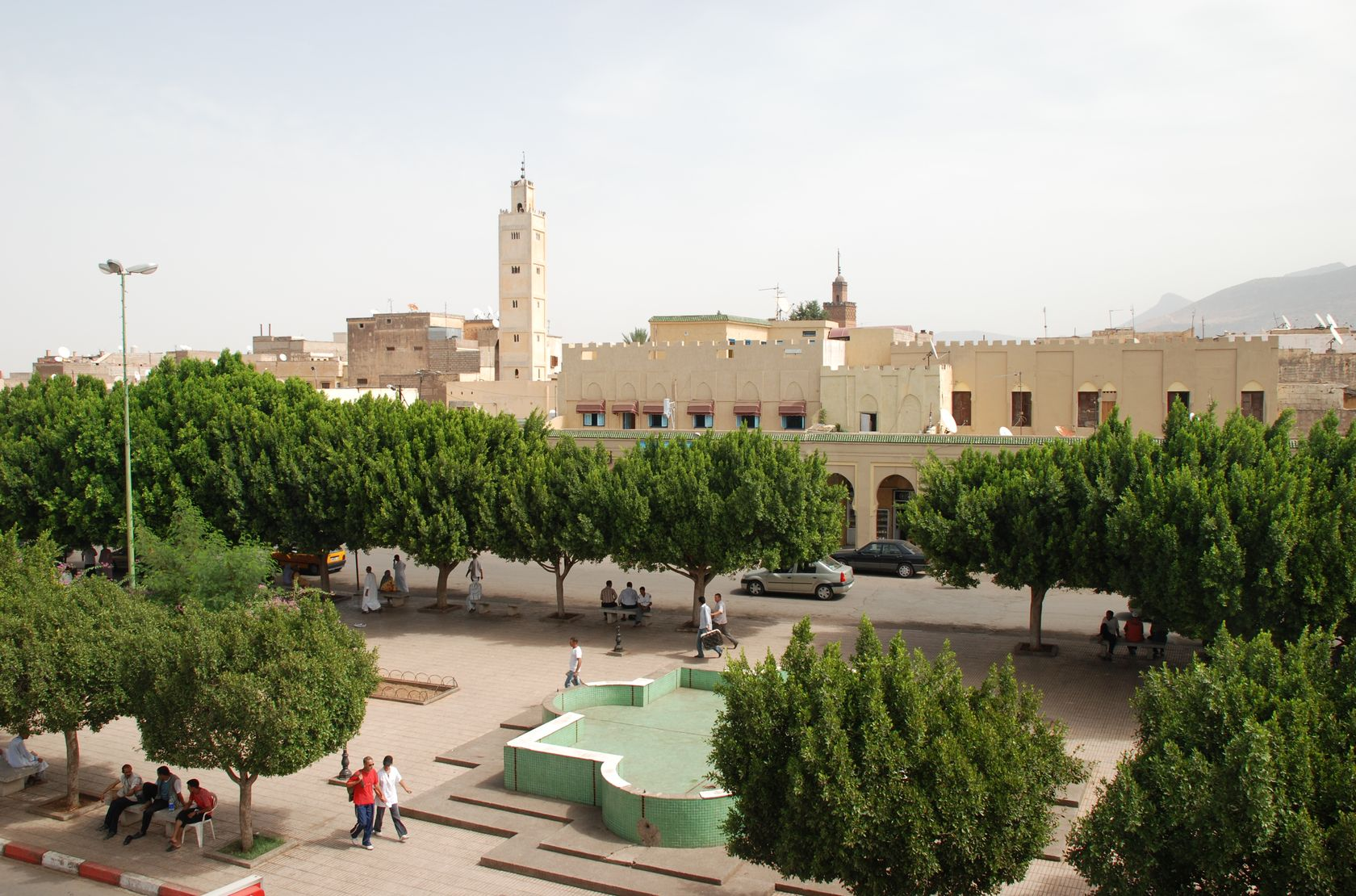
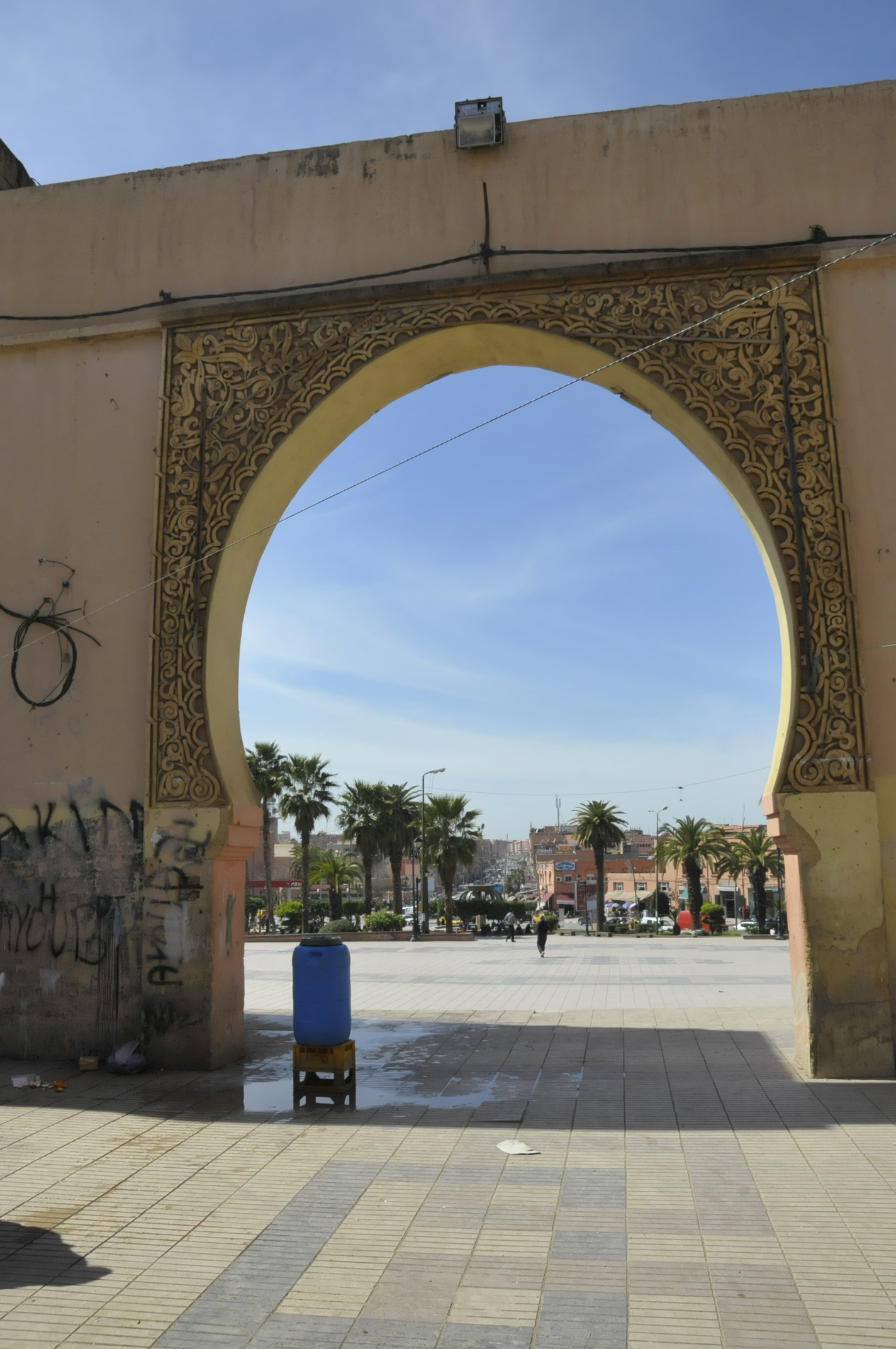
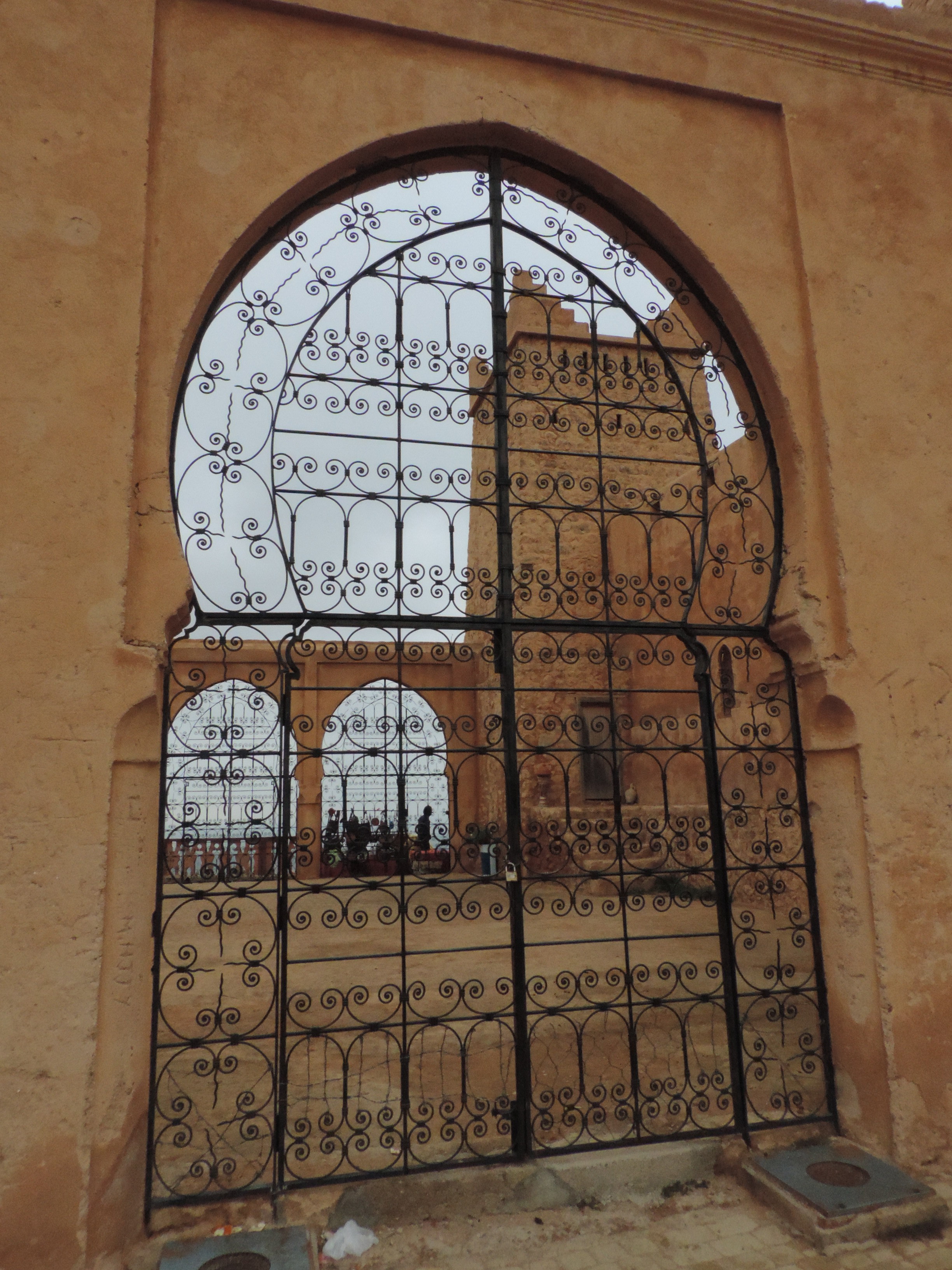
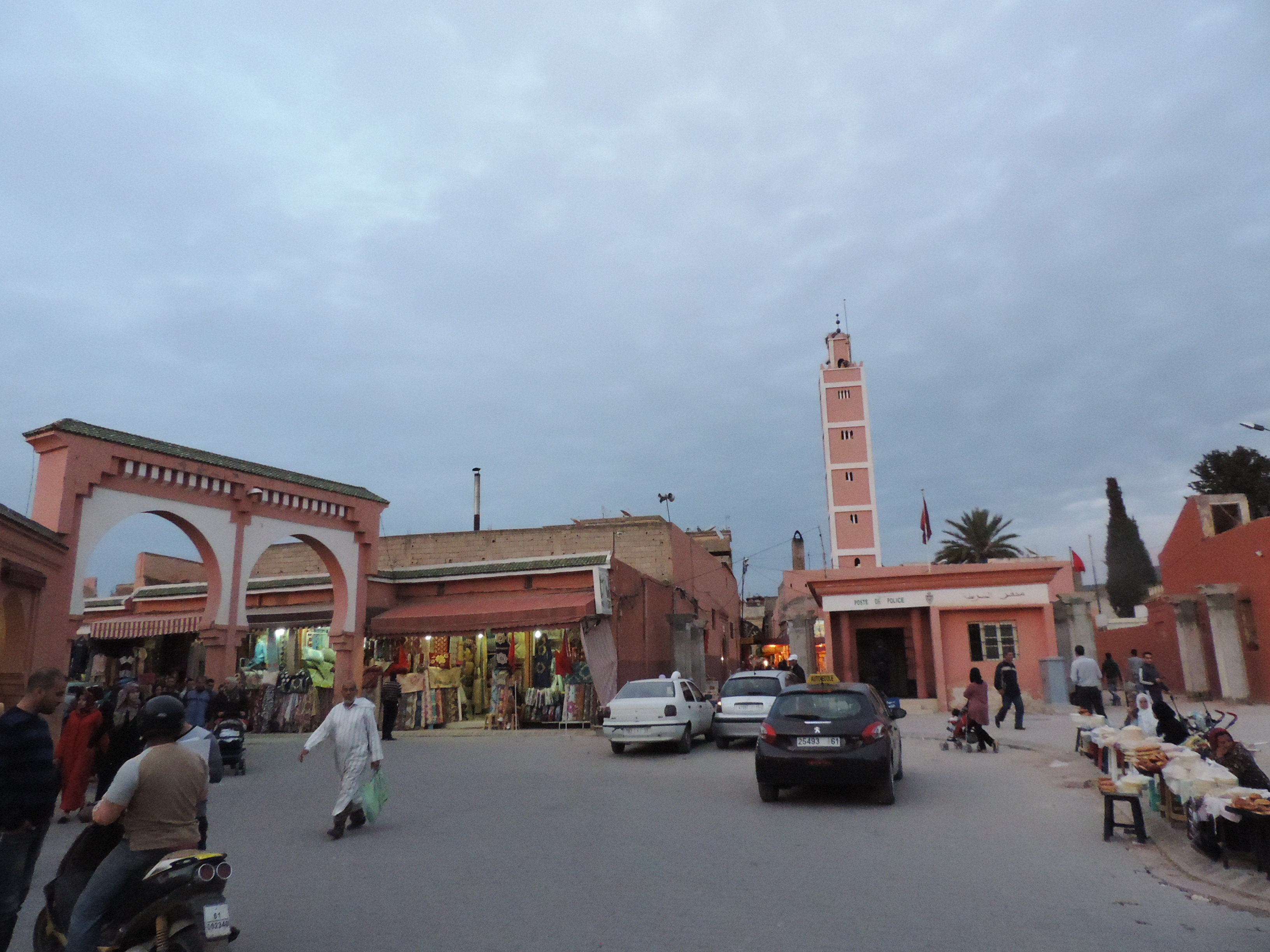
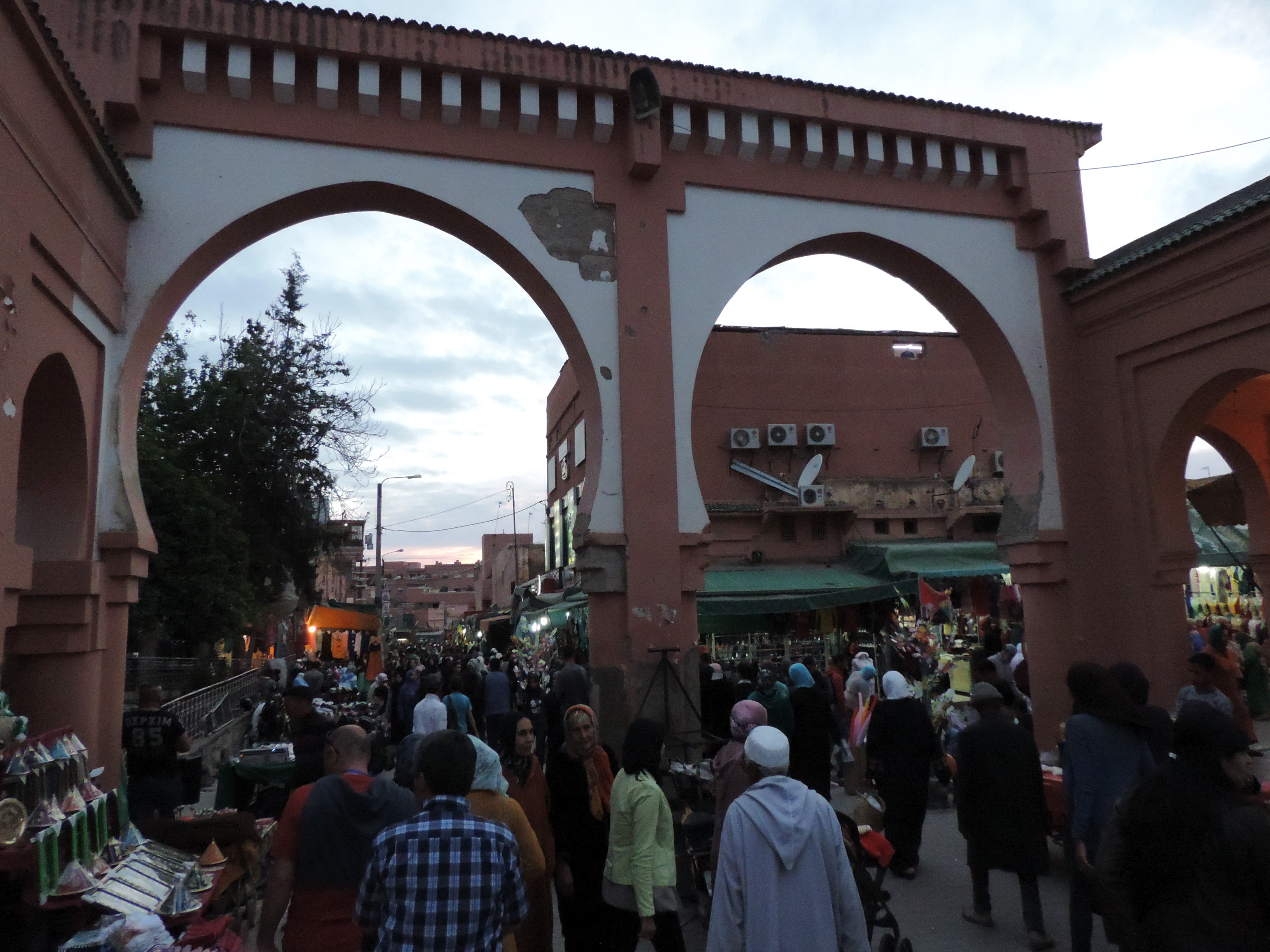
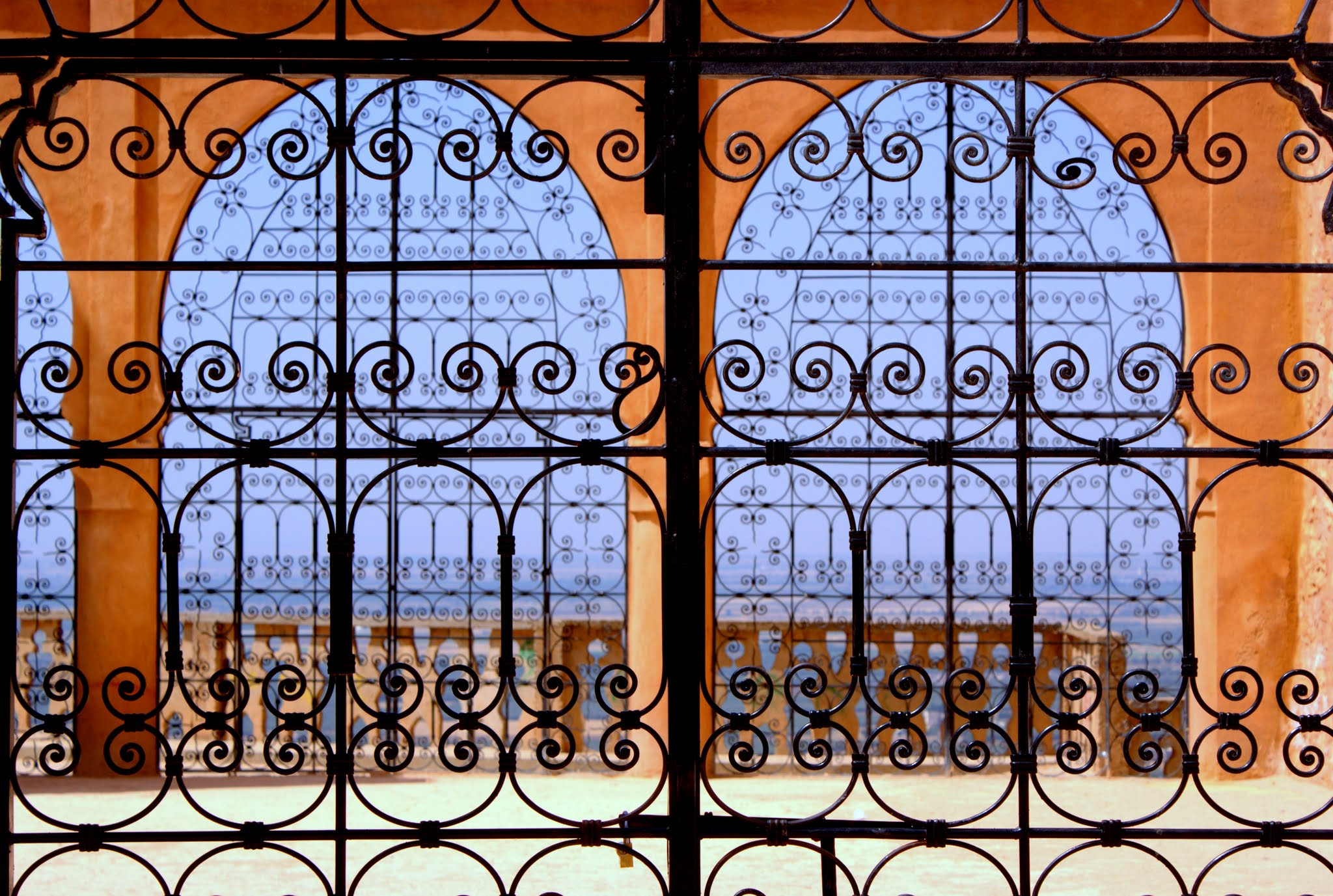
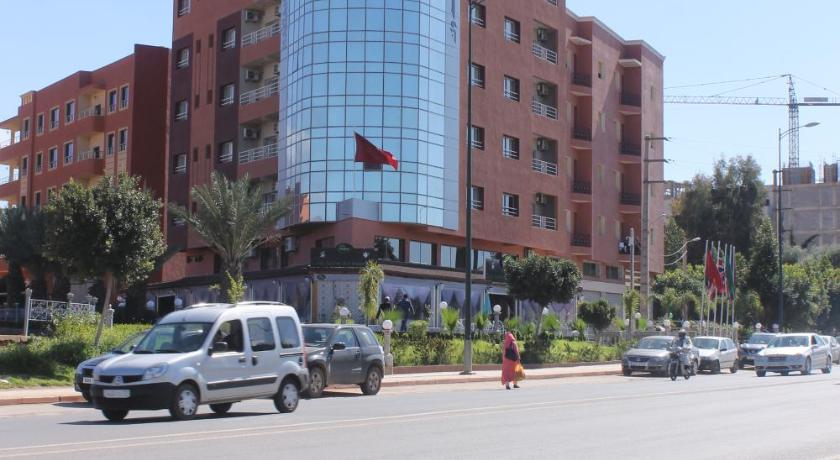
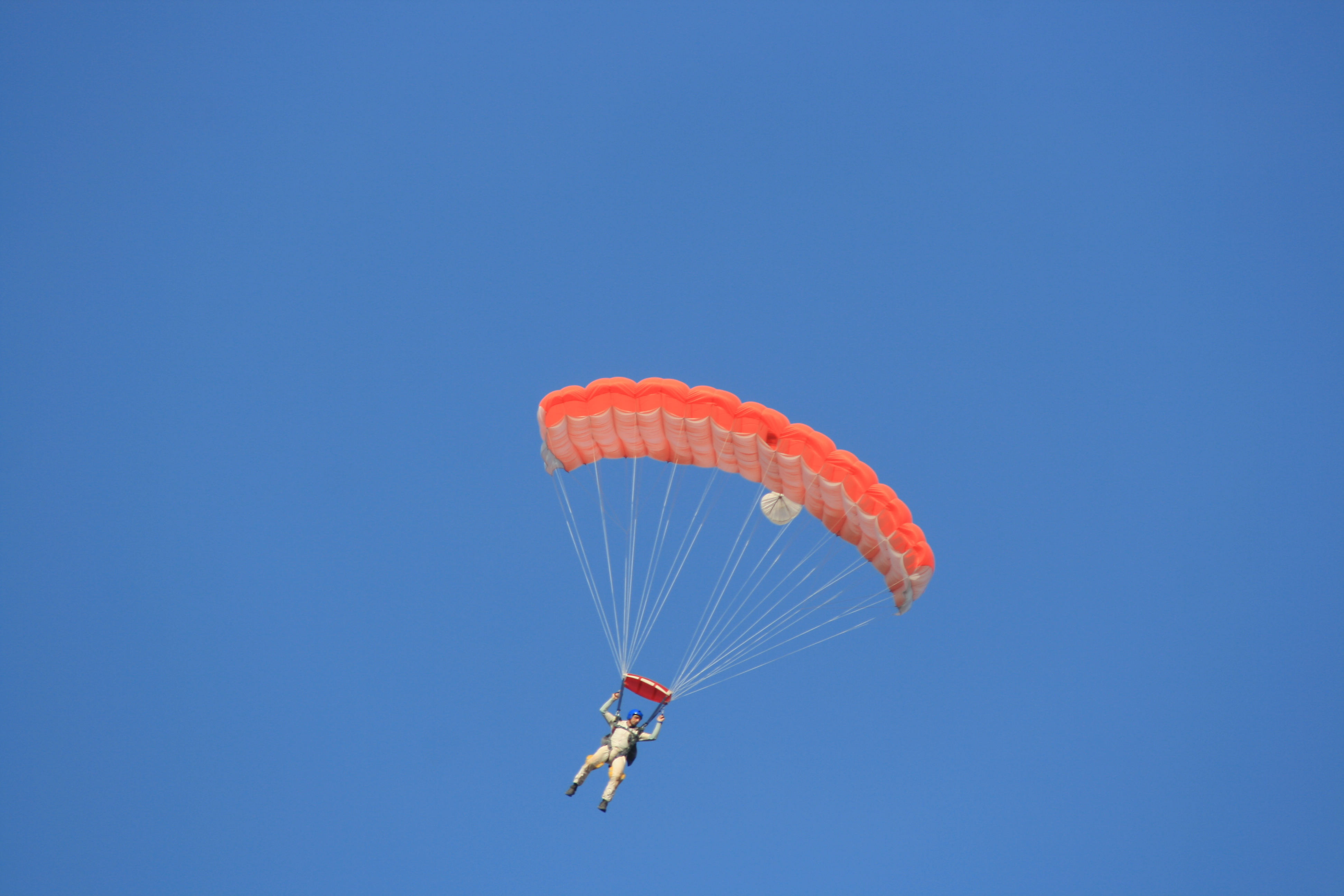
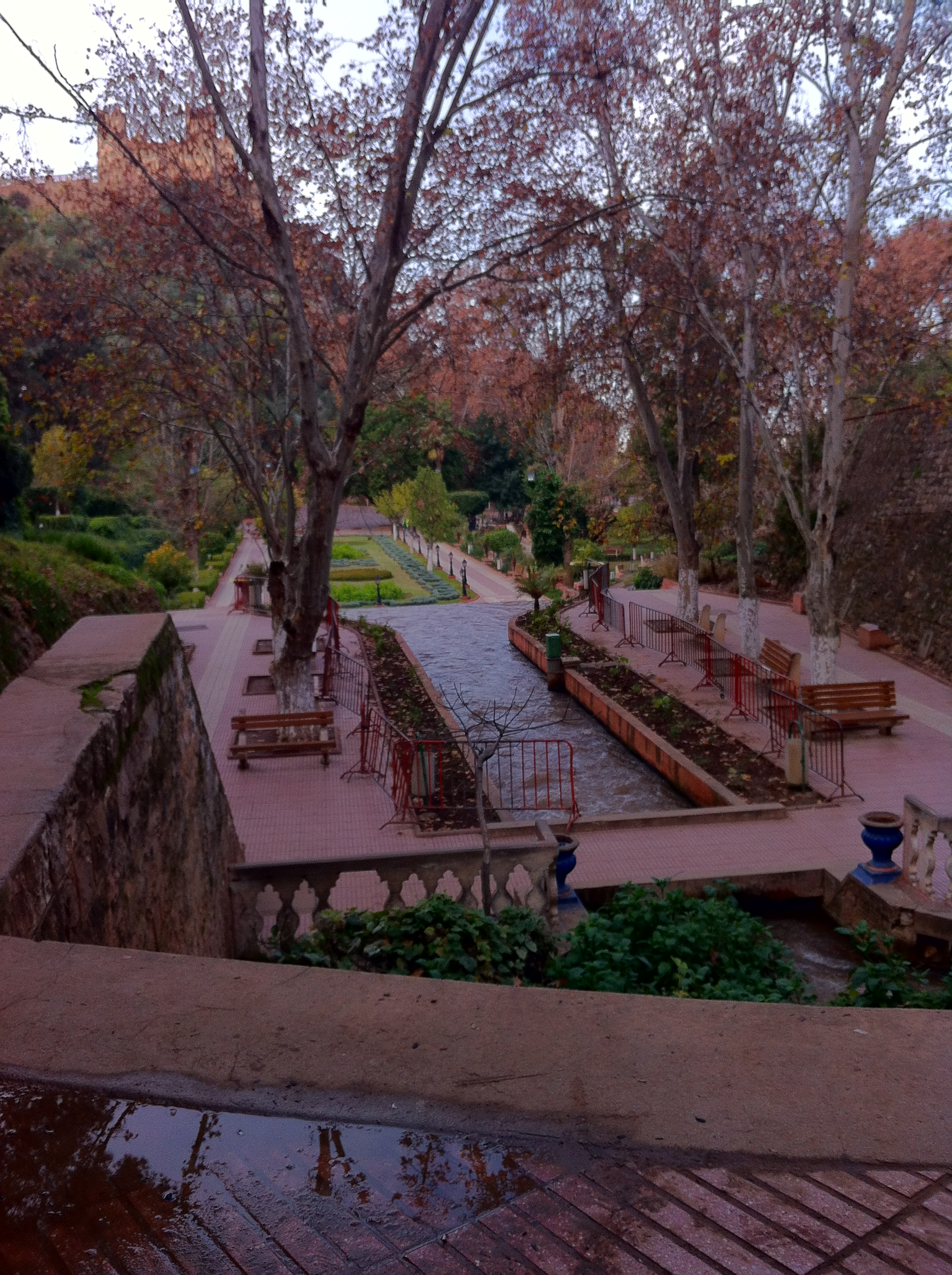
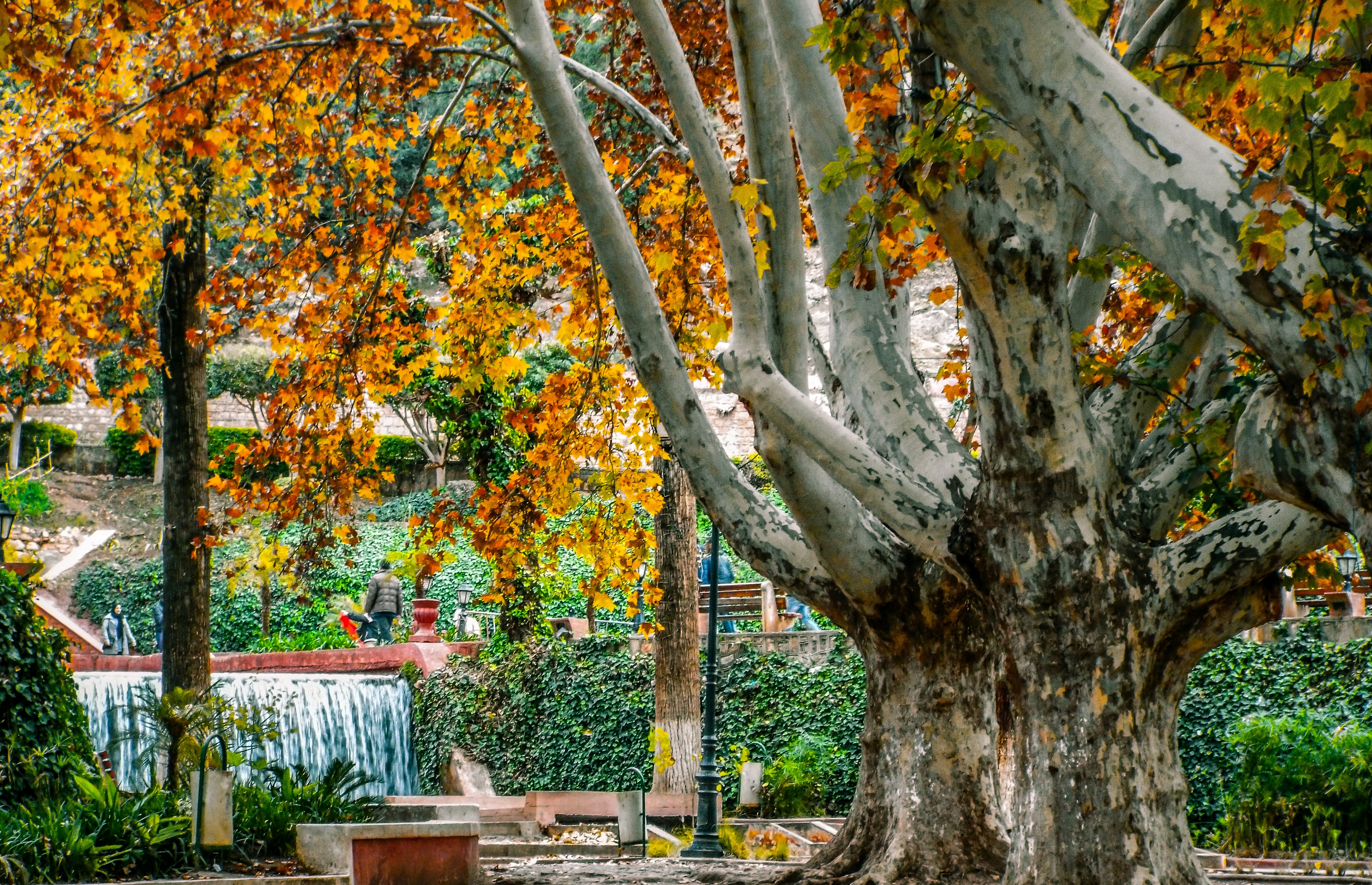
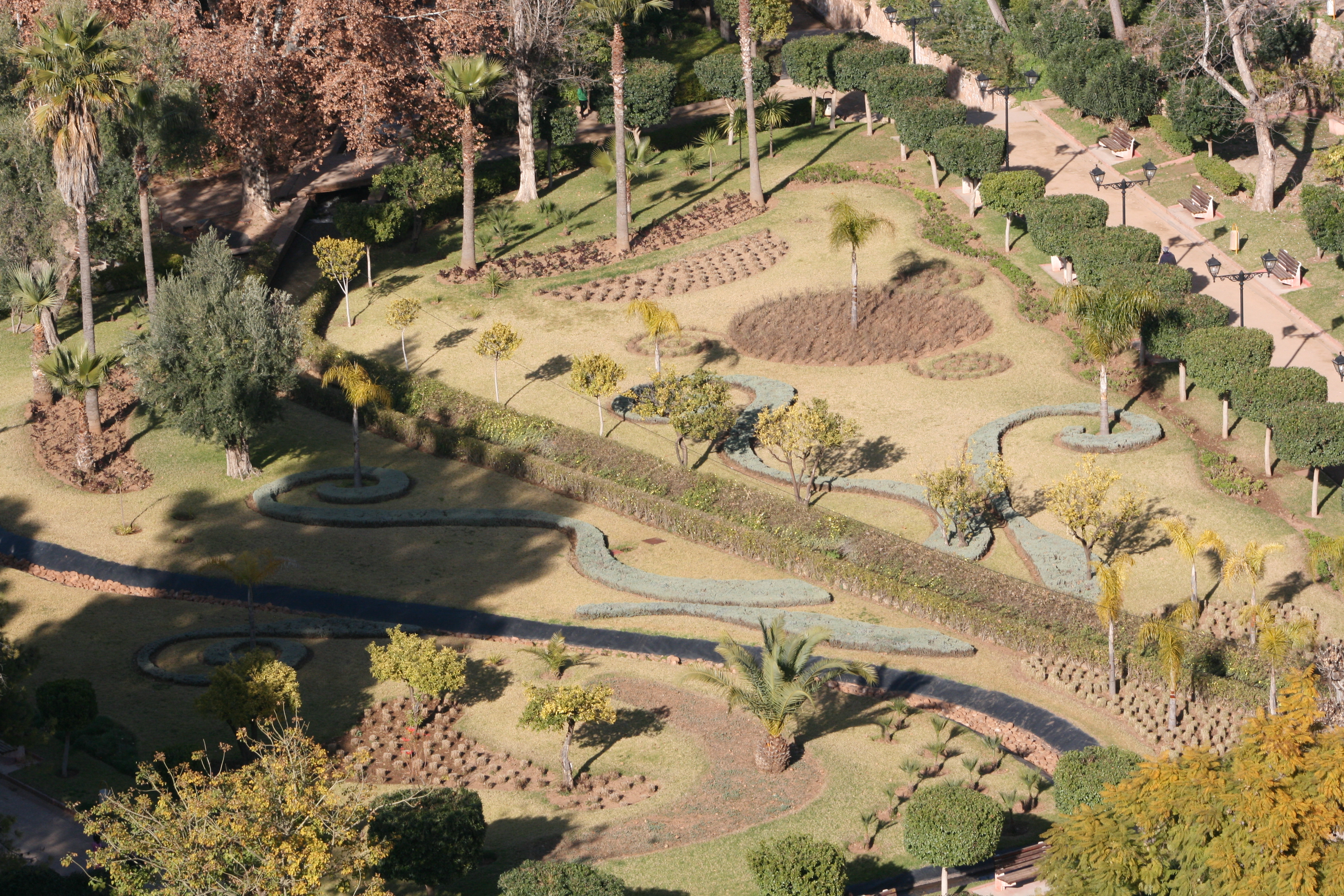
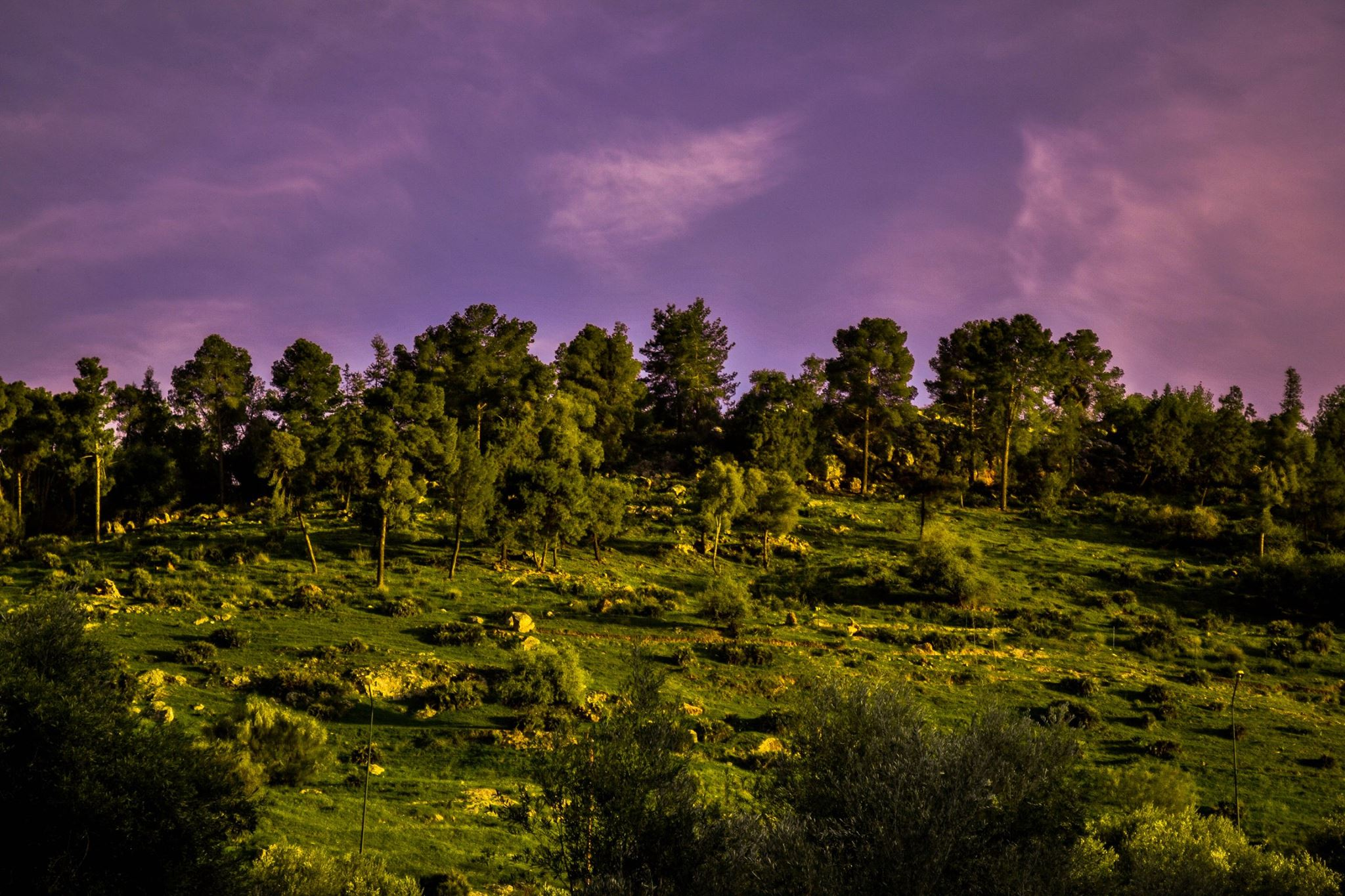
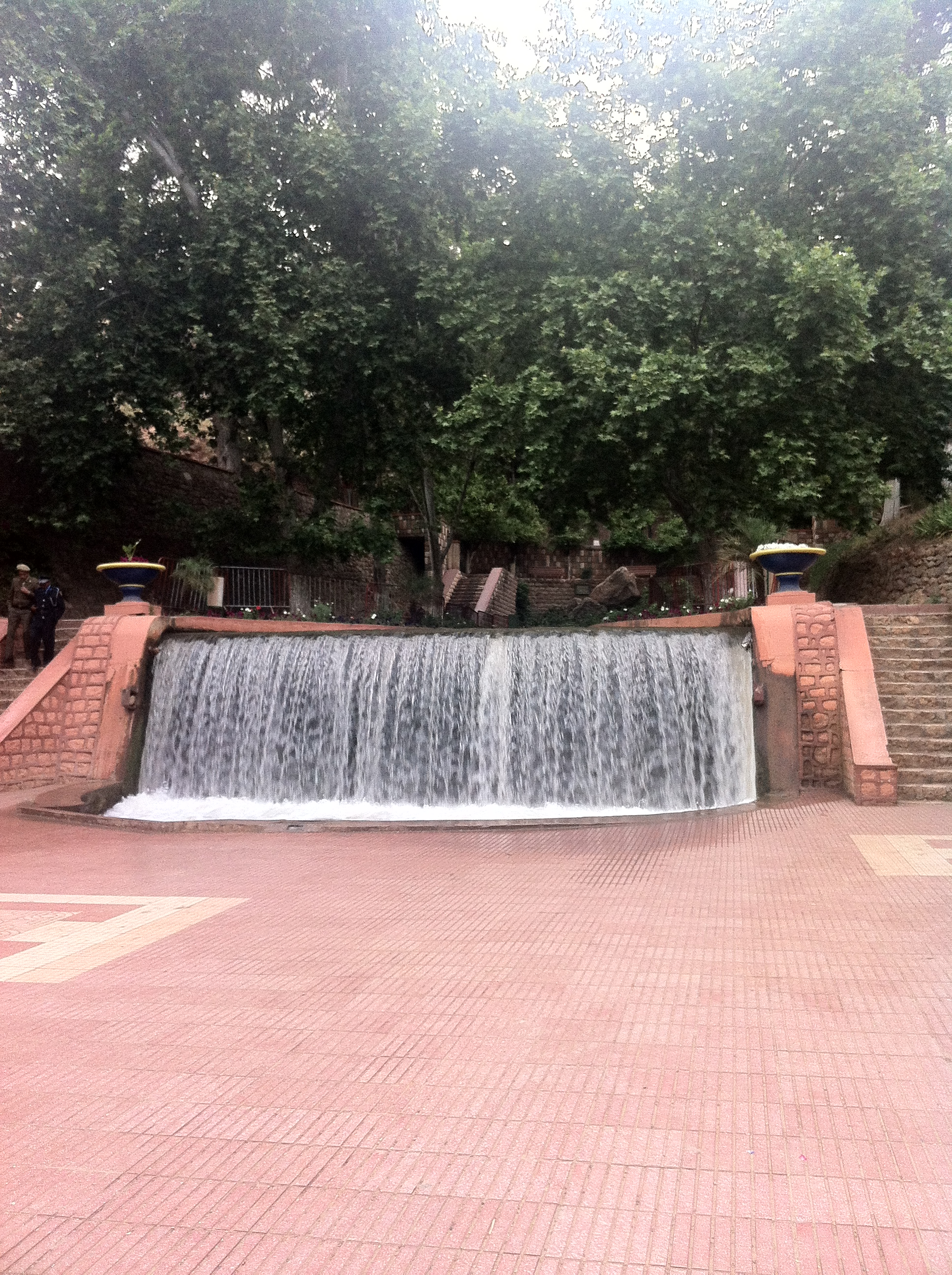
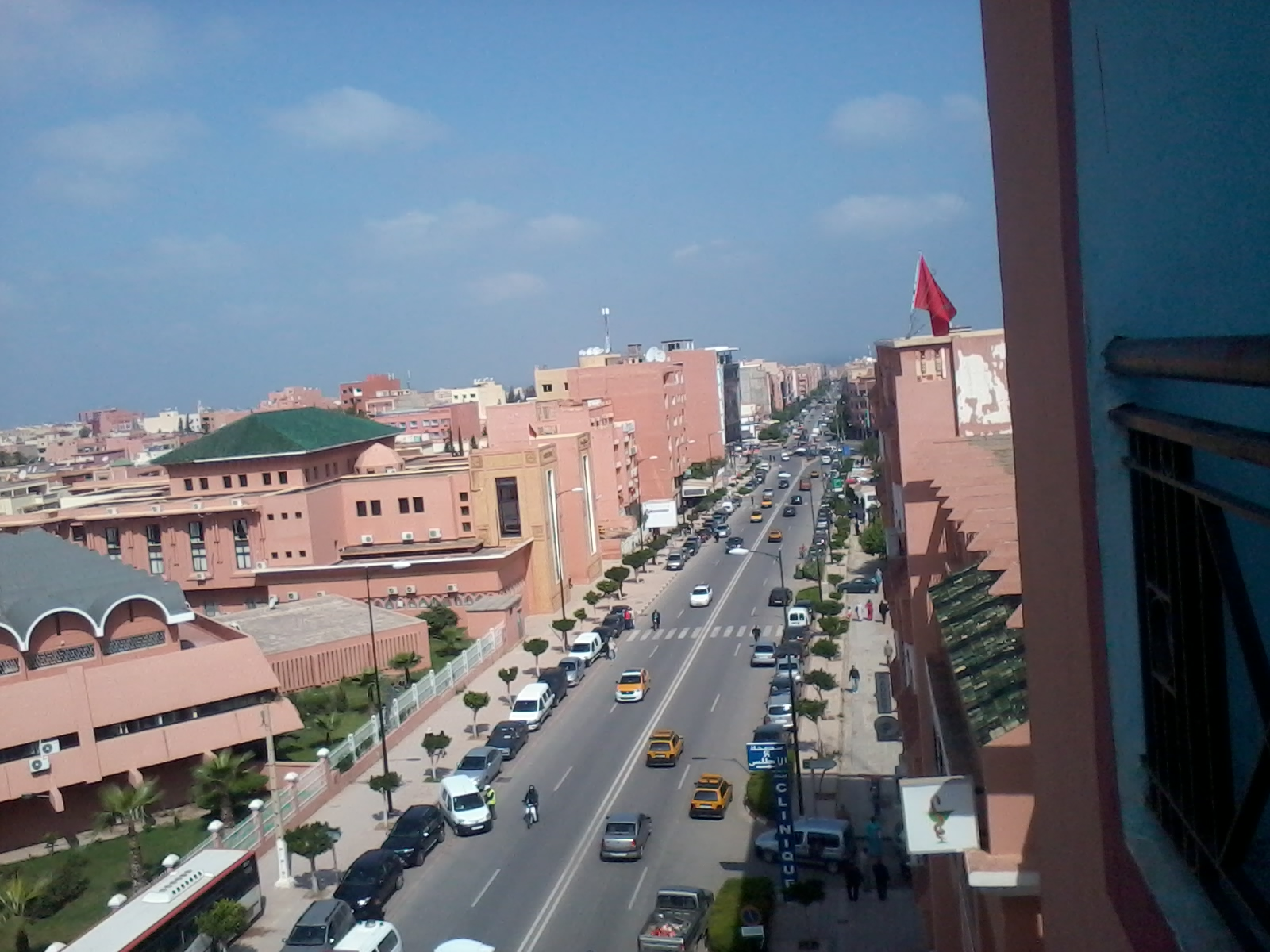
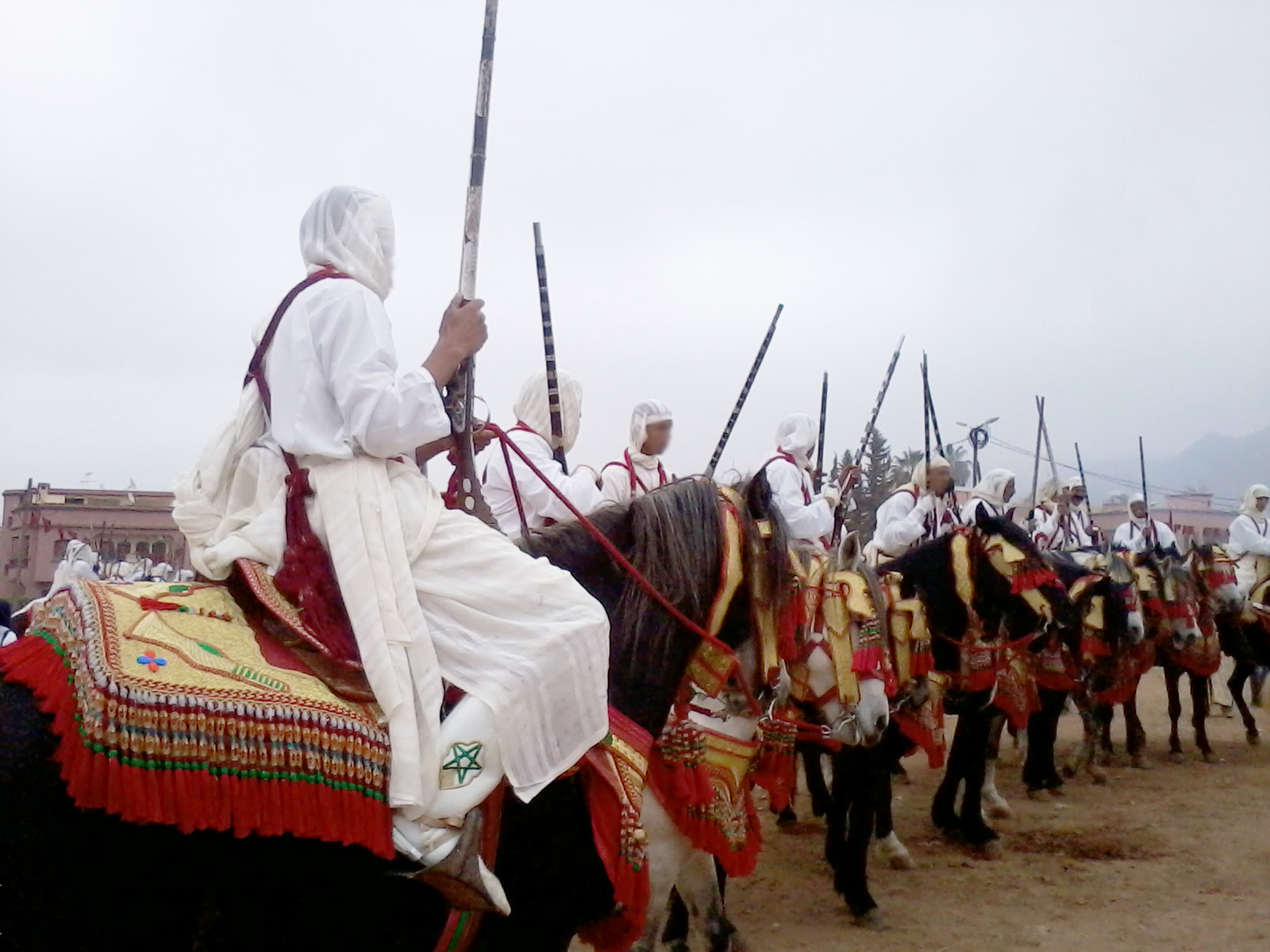
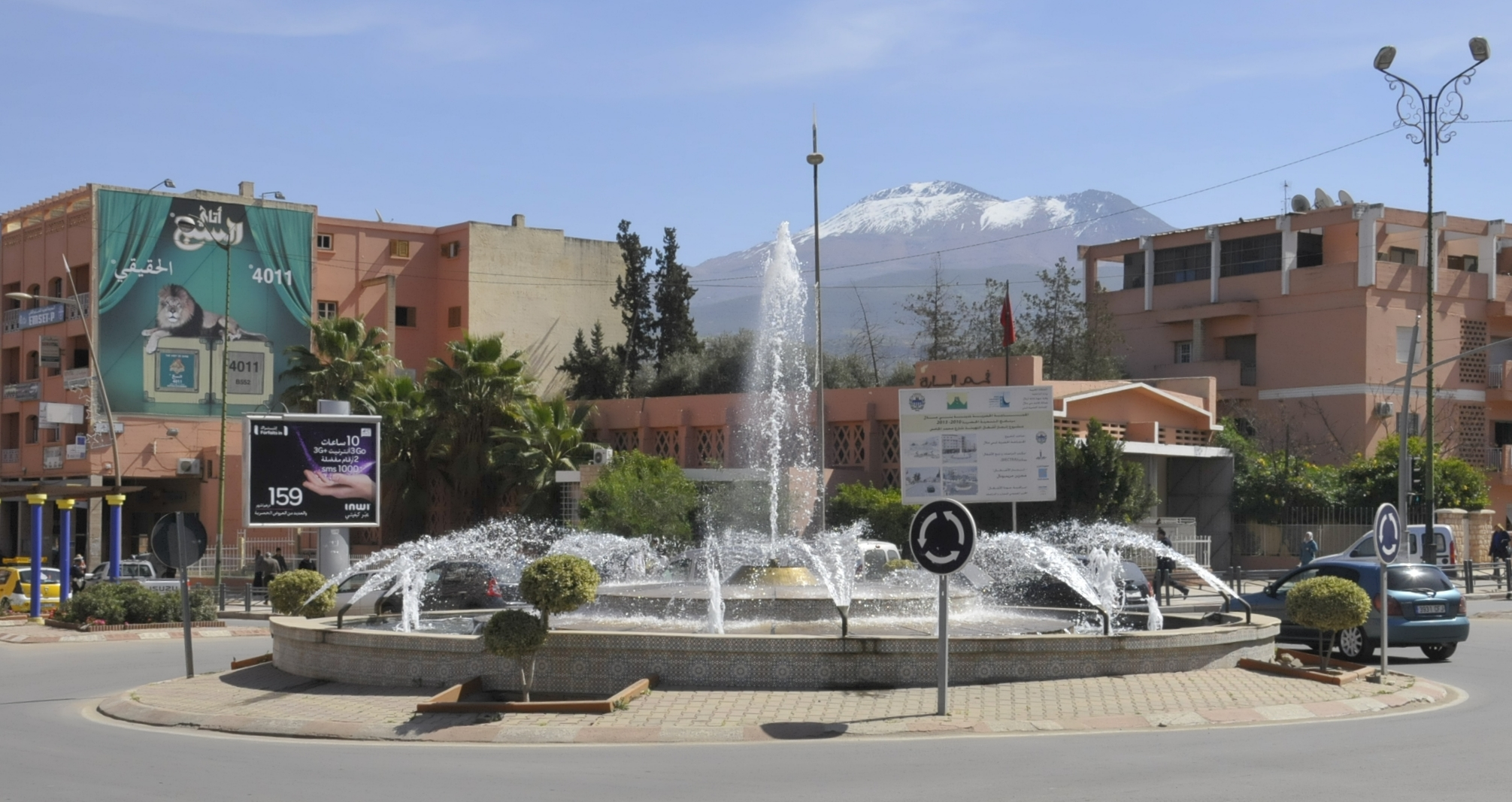

## وصلات خارجية
- الصفحة الرسمية للجماعة الحضرية بني ملال على فايسبوك